# Kända träd i Stockholm

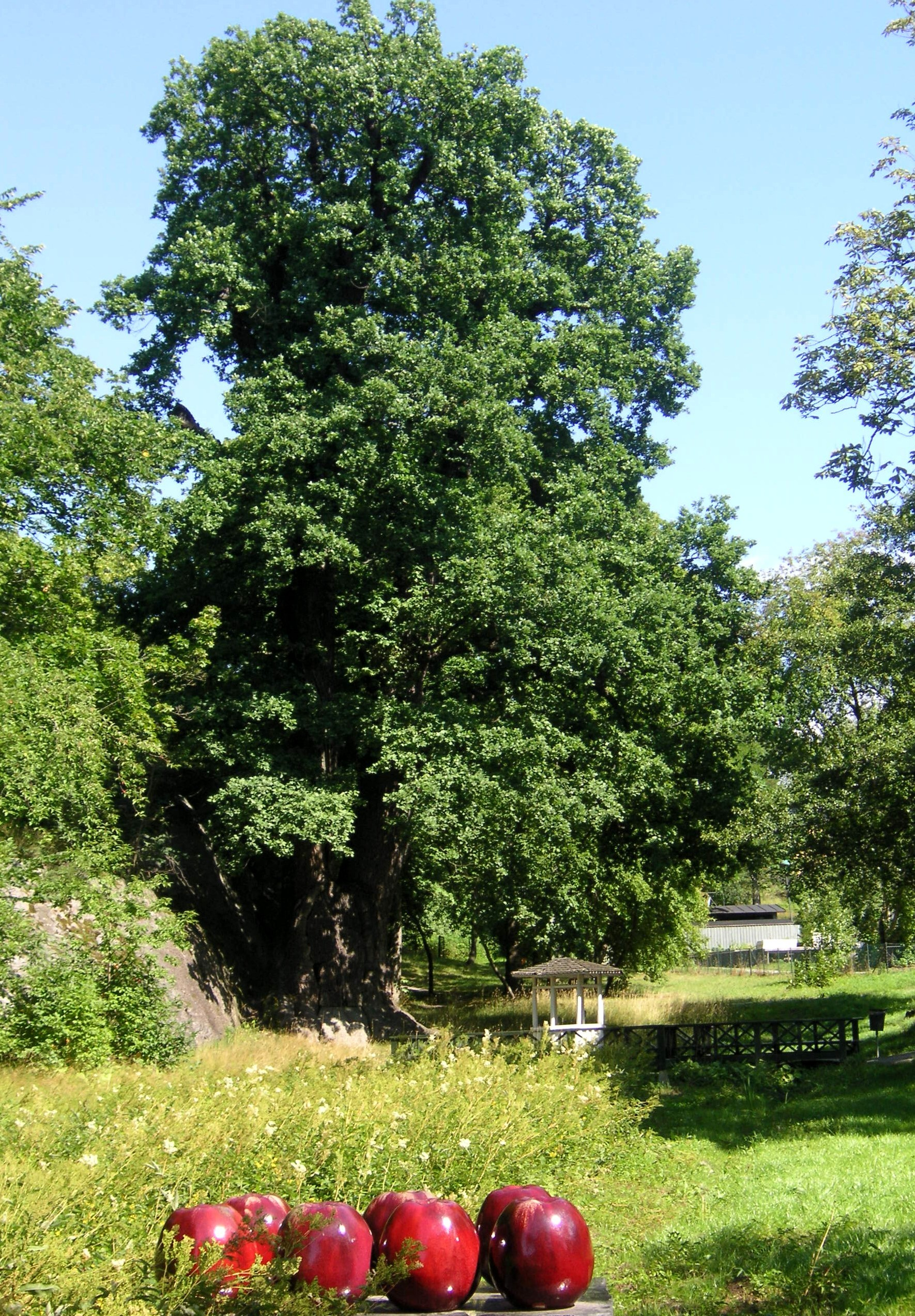
Prins Eugens ek på Waldemarsudde är Stockholms största träd. I förgrunden syns Ulla Kraitz: "Röda äpplen", sommar 2007.

Stockholms kända träd utgörs huvudsakligen av äldre, grova ekar, bland dem två kungsekar, Kungseken på Djurgården och Kungseken i Hjorthagen. Stockholms stads största träd mätt i volym är Prins Eugens ek på Waldemarsudde, och till stadens äldsta träd, cirka 800 år, räknas Birger jarls ek vid Essingeleden på Kungsholmen. Att träd blir kända beror ofta på att de har en anknytning till kulturella eller historiska händelser. Exempelvis kan de ha inspirerat poeter som Carl Michael Bellman och Anders Österling till epistlar och dikter, som Bellmanseken respektive eken på Plommonbacken. Träd har även symbolisk betydelse, som för den svenska organisationen Globträdet, vilka planterade Framtidsträdet 1986 på Hötorget. 
En hotande fällning har gett flera numera kända Stockholmsträd en plats i historieböckerna; hit hör Kungsträdgårdens skogsalmar. Dessa skulle fällas natten till den 12 maj 1971 men räddades efter omfattande protester. Händelsen gick till historien som Almstriden och fick politiska konsekvenser. Ett annat exempel är den så kallade TV-eken, som sågades ner i november 2011 trots stort engagemang av kulturpersonligheter och trädkramare. Att träd riskerar att sågas ner av myndigheterna och därmed vållar protester från allmänheten är inget nytt. En tidig räddning från fällning är Retzius kastanj, som fick stå kvar på 1830-talet tack vare läkaren Anders Retzius. En oförsiktig beskärning i mitten på 1980-talet tog dock död på kastanjen och en ny planterades i dess ställe.
I Stockholms kommun inventerades år 2016 totalt 3 351 särskilt skyddsvärda träd, därav knappt 3 000 ekar. De största bestånden finns på Norra och Södra Djurgården och ligger inom Kungliga nationalstadsparkens gränser. Inget av dessa är skyddade som naturminne enligt miljöbalken.

## Kända ekar
Bland Stockholms kända träd överväger grova gammelekar. Det beror på att förhållandevis mycket av det månghundraåriga eklandskap som för några sekler sedan bredde ut sig över Stockholm och stadens omgivningar har bevarats. Än idag finns ett stort antal gamla och grova ekar, även inne i de centrala delarna av staden. Bland särskilt viktiga landskapsavsnitt i norra Europa med stor förekomst av jätteekar nämns Djurgården som ett exempel.

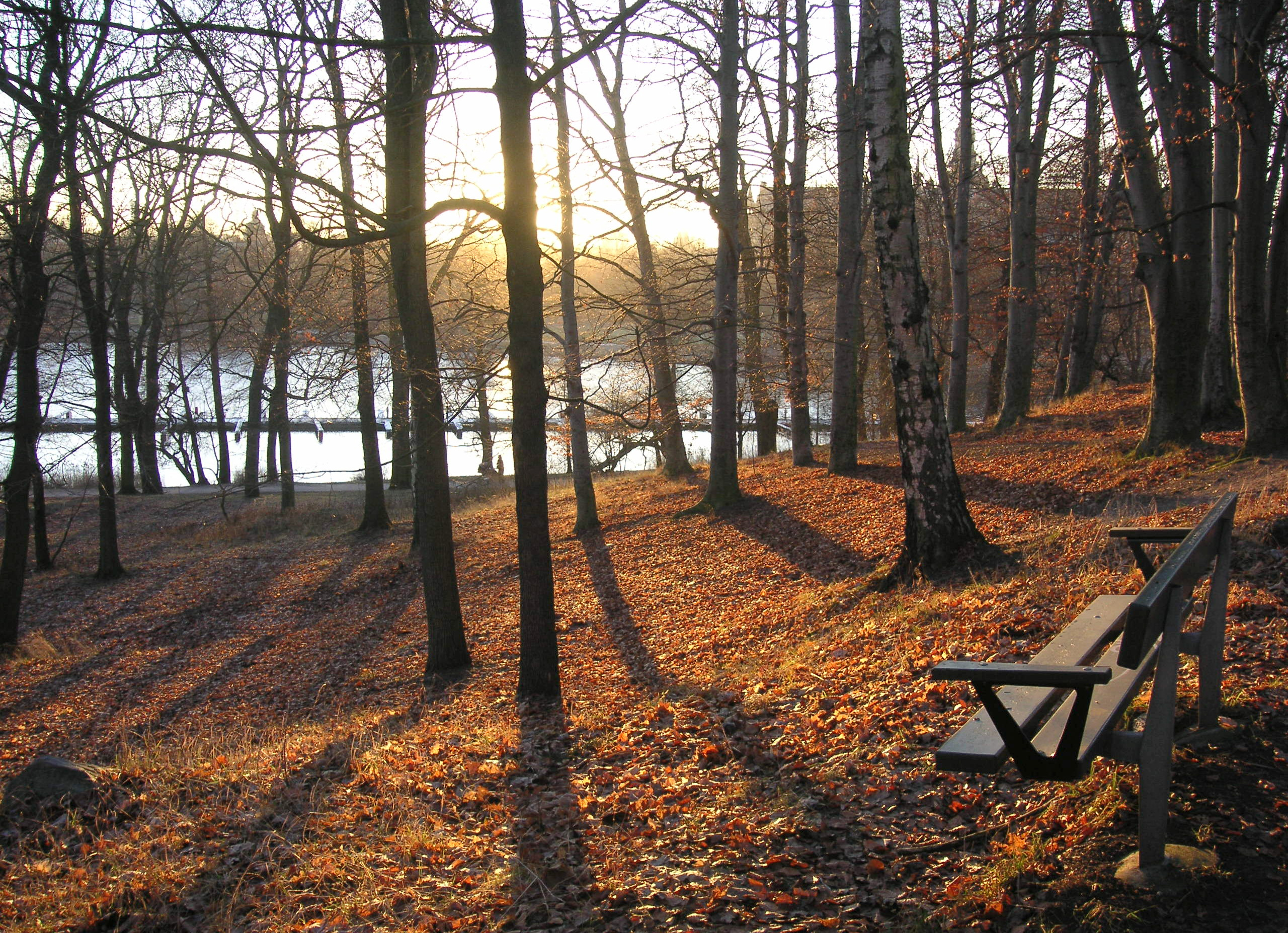
Nobelparkens arboretum, 2007.

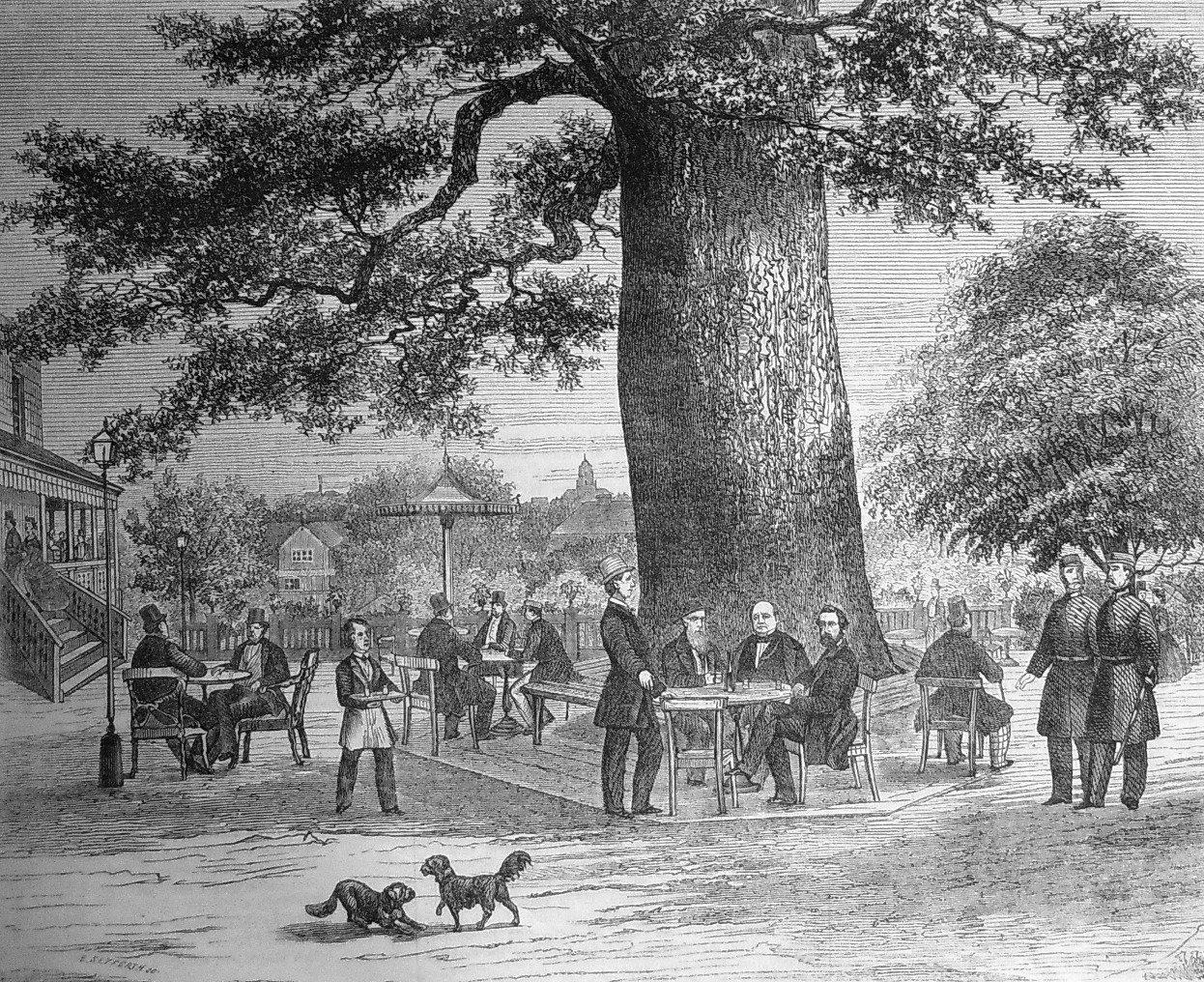
Bellmanseken i Illustrerad Tidning.

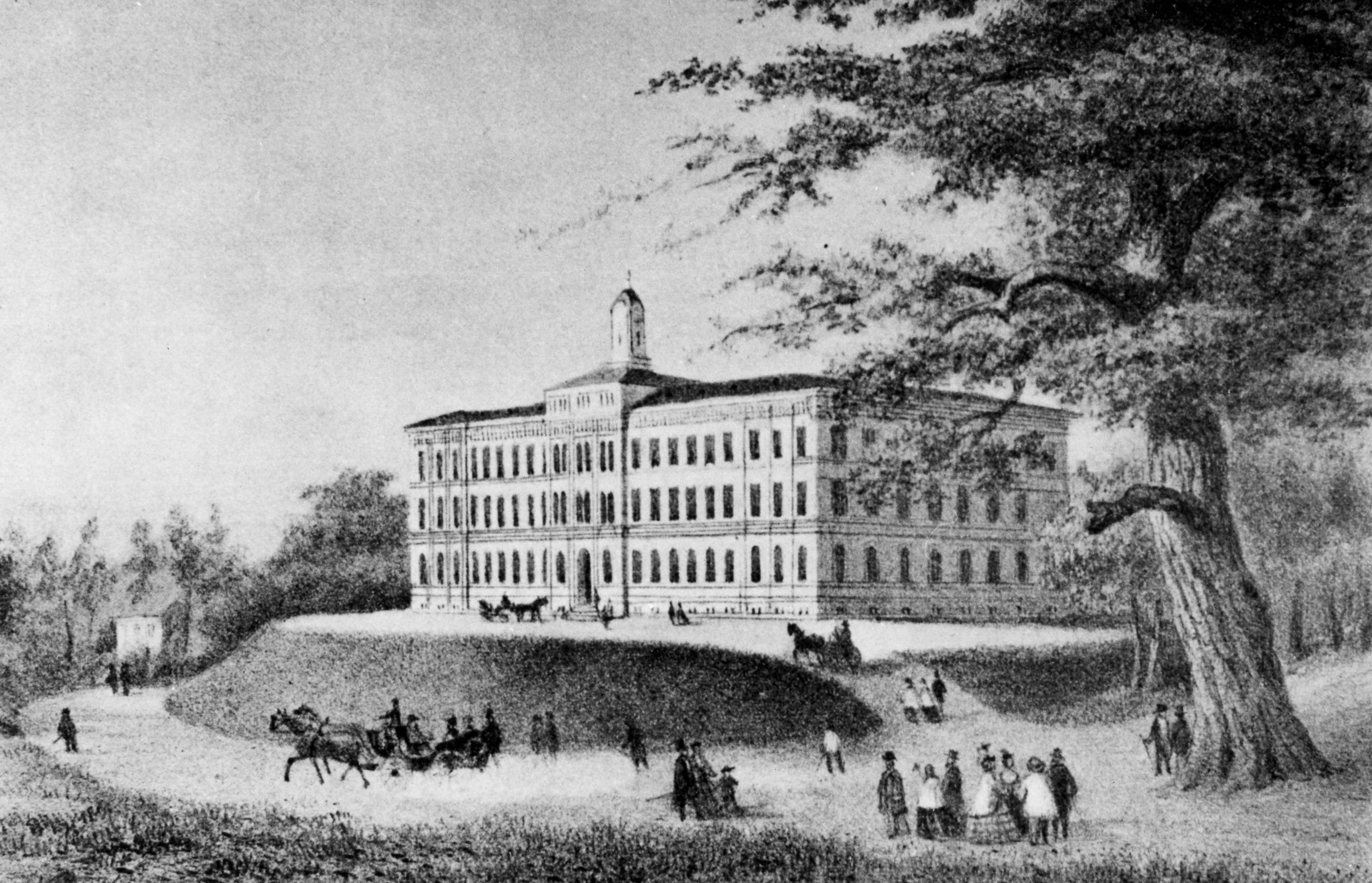
Kungseken, 1864.

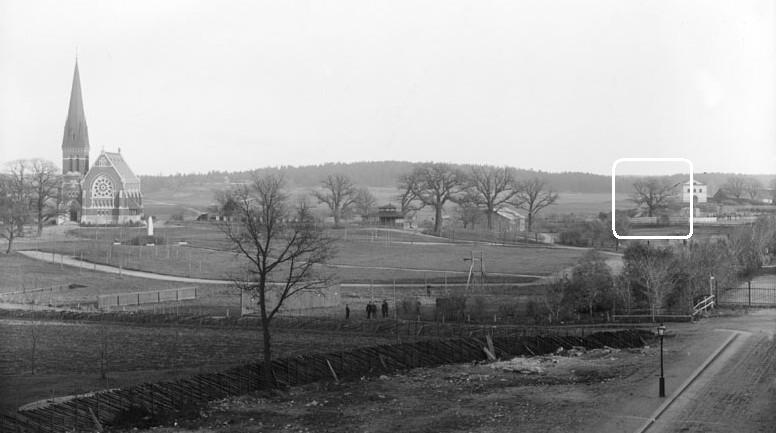
Vy över Gärdet mot öst med Gustaf Adolfskyrkan till vänster och den omtalade TV-eken till höger (inom vit ram), 1898.

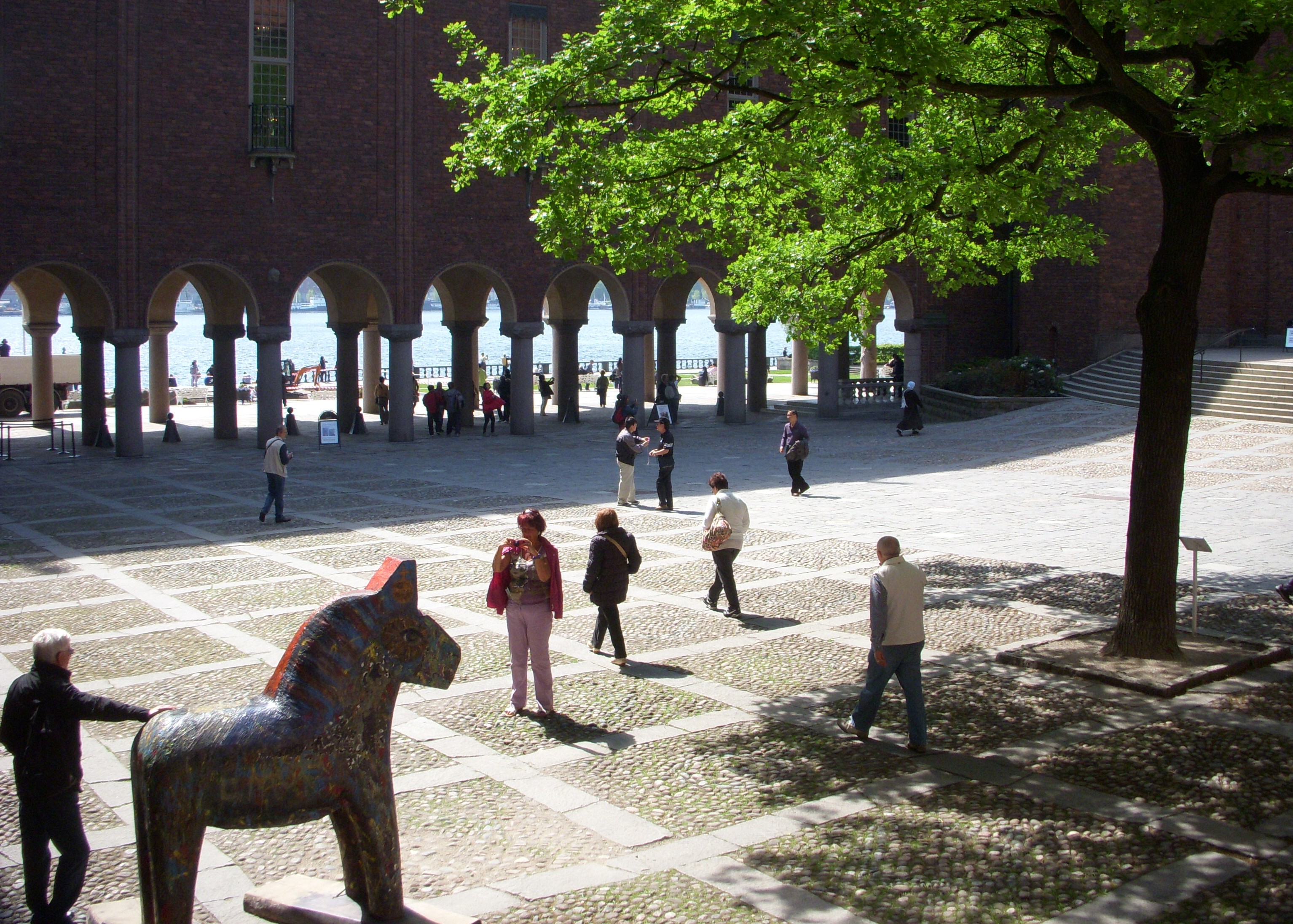
Eken på Stadshusets innergård som överlämnades i samband med första VM i samarbete i Stockholm år 2006.

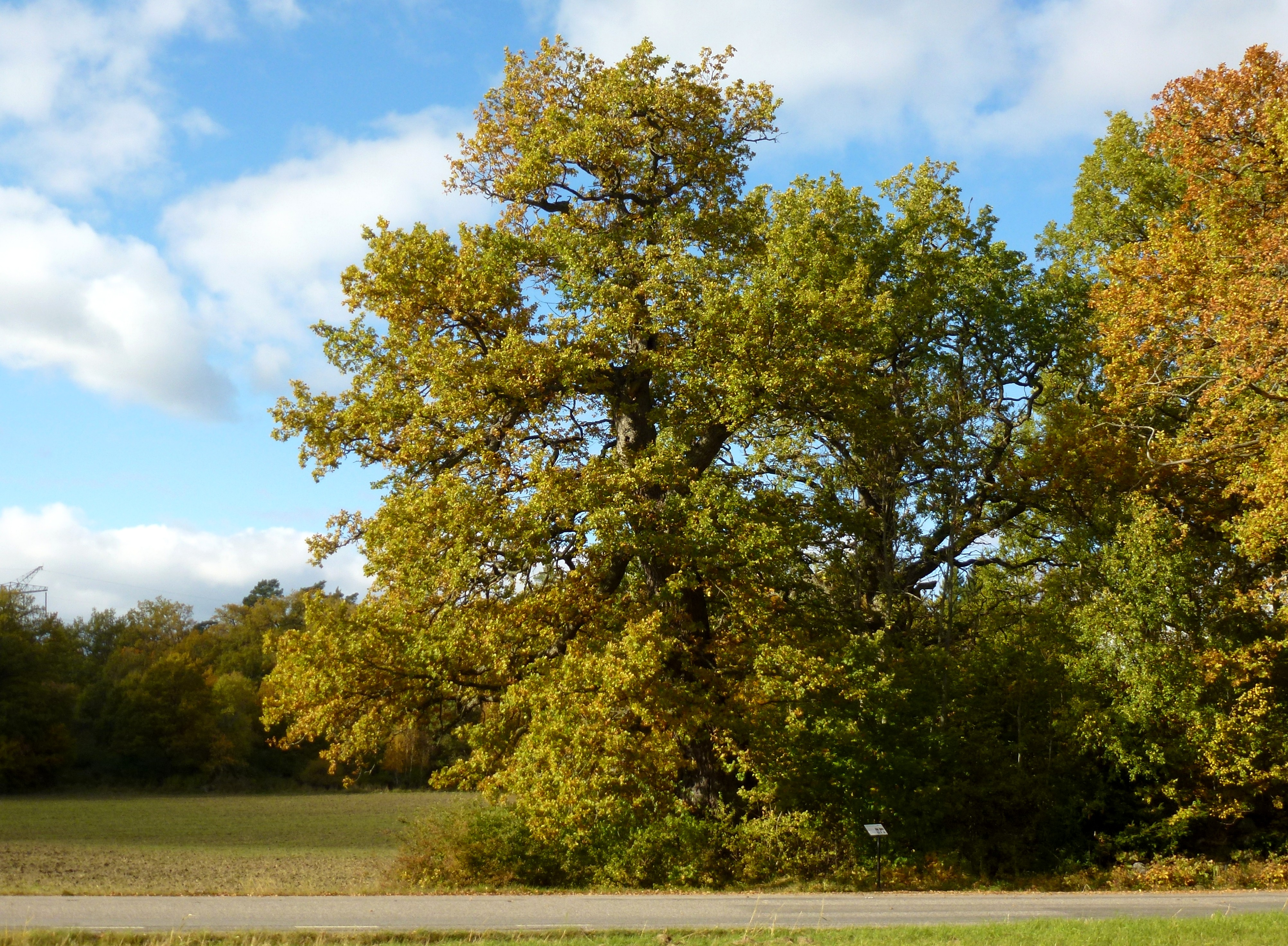
Mångfaldseken i Salems kommun i oktober 2012. Den blåste omkull 2016.

Ursprungligen användes ekarna som skeppsbyggnadsvirke för svenska marinen. Av de 8 221 ekar som 1808 räknades på Djurgården stämplades 888 stycken för avverkning. Hur många som verkligen fälldes är okänt, men säkert är att ett stort antal av de grövsta ekarna sparades. 1830 nyplanterades genom Israel af Ströms försorg 34 000 stångekar (hög och kraftig stam), huvudsakligen norr om Östermalms idrottsplats. Israel af Ström var även initiativtagare för planteringen av ett stort bokbestånd, som breder ut sig på norra sidan om villan Liston Hill. Beståndet anses vara det största i Mellansverige. I nuvarande Nobelparken skapade af Ström Stockholms enda arboretum, det vill säga en studieplats för träd. Vad som gör parken speciell är att här finns ett exemplar av nästan alla träd som växer vilt inom Sveriges gränser.
På 1920-talet upprättade botanisten Rutger Sernander en numrerad lista över Djurgårdens ekar med en omkrets av minst fem meter (mätt 1,5 meter över marken). Åldern på dessa femmetersekar uppskattade han till cirka 400 år. Vid Sernanders räkning fanns 83 ekar som uppfyllde villkoren, på 1970-talet fanns ett 70-tal kvar, och fortfarande idag har Djurgården en av norra Europas största bestånd av gammelekar.
Nummer 51 i Sernanders lista kom senare att bli känd som TV-eken (ibland även kallad Radiohuseken) och fälldes i november 2011 trots omfattande protester. Stockholms stads trafikkontor hävdade med stöd av egna arborister att eken var svårt angripen av svamp och rötskadad och att det fanns risk för att grenar, eller till och med hela trädet, skulle kunna falla ner på trafikanter. Andra fristående arborister menade, efter att ha gjort undersökningar med bland annat ultraljud, resistograf (ett instrument som upptäcker röta och håligheter genom att mäta och registrera det mekaniska motståndet vid borrning) och hållfasthetsberäkningar, att ingen risk för kollaps förelåg.
En av stadens jätteekar är Prins Eugens ek i parken norr om Prins Eugens Waldemarsudde. Den anses vara den största levande eken på Djurgården och i Stockholms kommun. Inom Stockholms län överträffas den dock av Ekebyhovseken och Gällstaöeken, båda i Ekerö kommun. Ekebyhovseken är sett till volymen Sveriges största träd med cirka 84 m³. Dess omkrets är 10,5 meter och höjd 17 meter. Prins Eugens ek var ursprungligen trestammig. År 2006 uppmättes den till en höjd av 21 meter. Stammen hade då ett omkrets av 9,2 meter och en volym på 45 m³. Åldern uppskattas till mellan 300 och 400 år, enligt andra källor till och med 1 000 år. Bland övriga kända Djurgårdsekar kan nämnas Kungseken vid Manillaskolan, där kungliga ekipage på sin utflykt på Djurgården hade sin vändpunkt, och Bellmanseken utanför Hasselbacken. Under den senare lär Carl Michael Bellman ha suttit och skrivit sin Fredmans epistel 25 (se avsnitt Stockholmsträd i kulturen). 
Djurgårdsslätten bjuder på fler kända ekar; här kan nämnas Karl Johans-ekarna som står vid Villa Diorama på Sollidsbacken. Namnet härrör från kung Karl XIV Johan, som enligt traditionen rastade här på 1820-talet. I en av ekarna fann man på 1930-talet i hålet efter en murken gren ett helt dussin silverskedar från 1821, stämplade "Kungl. Husgerådskammaren". De härstammade från Karl XIV Johans regeringstid och det förmodas att någon i den kungliga betjäningen gömde dem där. På Slätten stod även Luseken, som enligt Gunnar Brusewitz fått sitt namn efter "vinddrivna existenser" som brukade sitta på kransbänken kring ekens stam och skrubba sina lusbitna ryggar mot trädets skrovliga bark.
Ytterligare en intressant ek finns intill Karl XI:s fiskarstuga på Norra Djurgården. Den kallas Fiskartorpseken eller Karl XI:s ek och har delvis växt in i stugans fasad och takfot. Den närbelägna Lyells ek blev 1835 tillsammans med Fiskartorpseken ett viktigt landmärke för den skotske geologen Charles Lyell i samband med beräkningar för teorin om den så kallade vattuminskningen, det man kallar numera postglacial landhöjning.
Även utanför Södra och Norra Djurgården finns några kända ekar bevarade, exempelvis Kungseken i Hjorthagen; en 600-årig bjässe som enligt traditionen besöktes av kung Oscar II. På Kungsholmen, mitt i Essingeledens trafikplats Kristinebergsmotet, står Stockholms äldsta ek; Birger jarls ek, ibland kallad Kung Valdemars ek. Eken är uppemot 800 år gammal och därmed lika gammal som Stockholm. Den bär därför namnet efter stadens grundare Birger jarl. Eken har fortfarande lite liv i sig, vilket visar sig i en grönskande gren, och den är idag klassad som naturvärde klass 1, vilket motsvarar naturreservat. Sernander mätte eken på 1930-talet och då hade den en omkrets på 6,1 meter mätt 1,5 meter över marken. Eken blev så småningom ihålig och fylldes med betong i slutet av 1950-talet. 
När Essingeleden planerades i början av 1960-talet sägs det att man flyttade den planerade vägsträckningen för att bevara eken. I samband med en planerad ombyggnad av trafikplatsen Kristinebergsmotet (nya namnet blir Trafikplats Lindhagensgatan) är ambitionen att alla inmätta ekar i området, inklusive Birger jarls ek skall bevaras, vilket innebär att eken även i framtiden kommer att utgöra en karakteristisk siluett i stadsbilden invid Essingeleden på Kungsholmen.
Den 8 maj 2006 invigdes eken på Stadshusets innergård (Borgargården) som en Barnens mötesplats. Eken har funnits där sedan tidigare och överlämningen gjordes då Stockholms stad stod som värd för första VM i samarbete. Dåvarande ordföranden för Stockholms stadsfullmäktige, Barry Andersson, och 18 barn från Stockholms stadsdelar deltog. Barnens mötesplats är en del i samarbetsorganisationen Globträdet, som har FN-status från FN:s ekonomiska och sociala råd.
Ekar hör till Sveriges artrikaste träd och kan vara bostad för över 1 000 arter. För att ta reda på antal arter i en vanlig äldre svensk ek lät Södertörnsekologerna inventera nio ekar i södra delen av Stockholms län. Inventeringen genomfördes år 2010 och avsåg några växt- och djurarter. Sammanlagt påträffades 396 arter, varav 220 skalbaggar, 109 lavar, 36 mossor, 25 svampar och 6 klokrypare. I den så kallade Mångfaldseken vid Bornsjön hittades 26 skalbaggar, 28 lavar, 14 mossor och 8 svampar. Av dessa var fem arter rödlistade. På sommaren 2016 fällde en storm den murkna eken.

### Kända ekar, nutida bilder

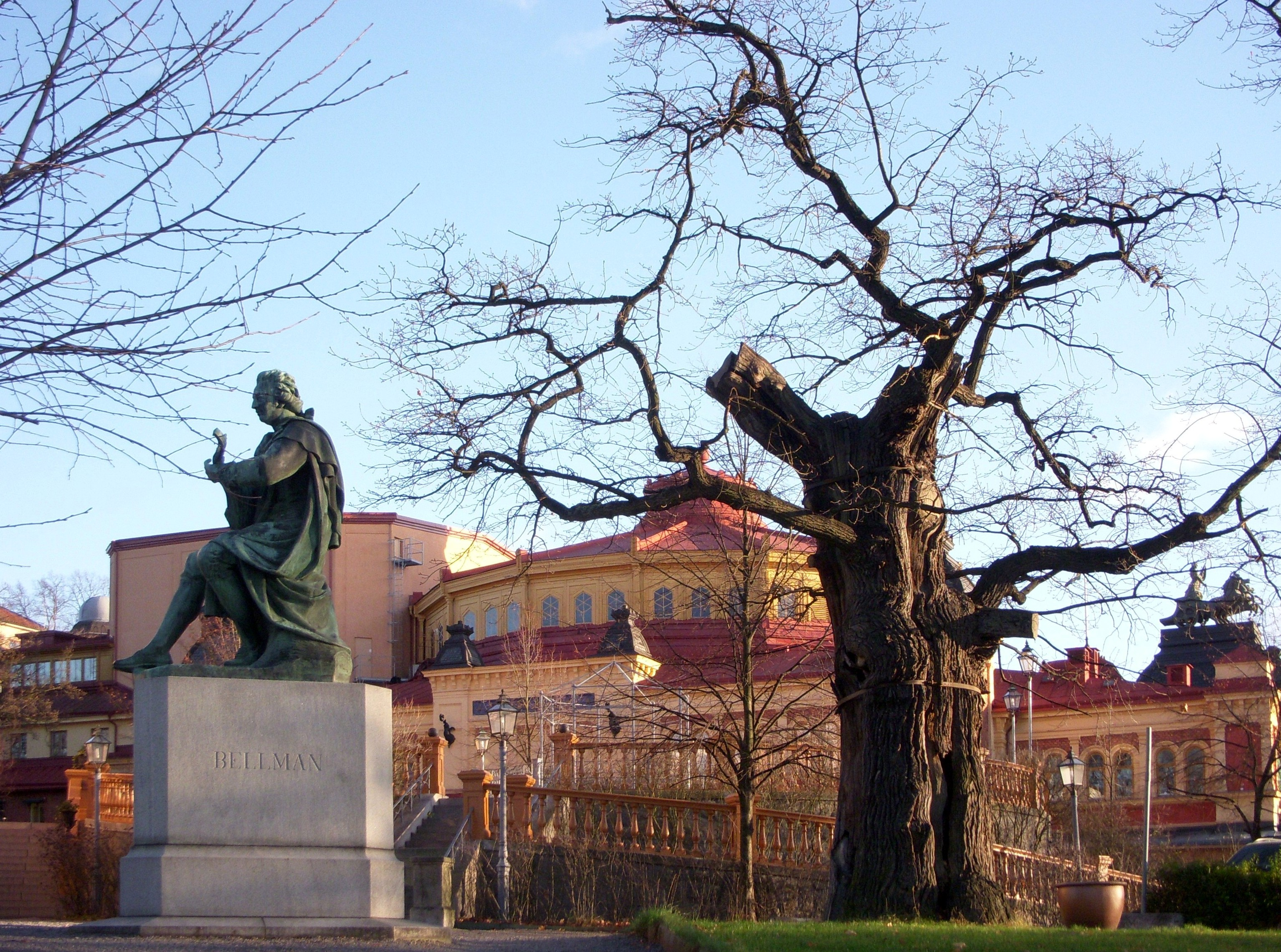
Bellmanseken
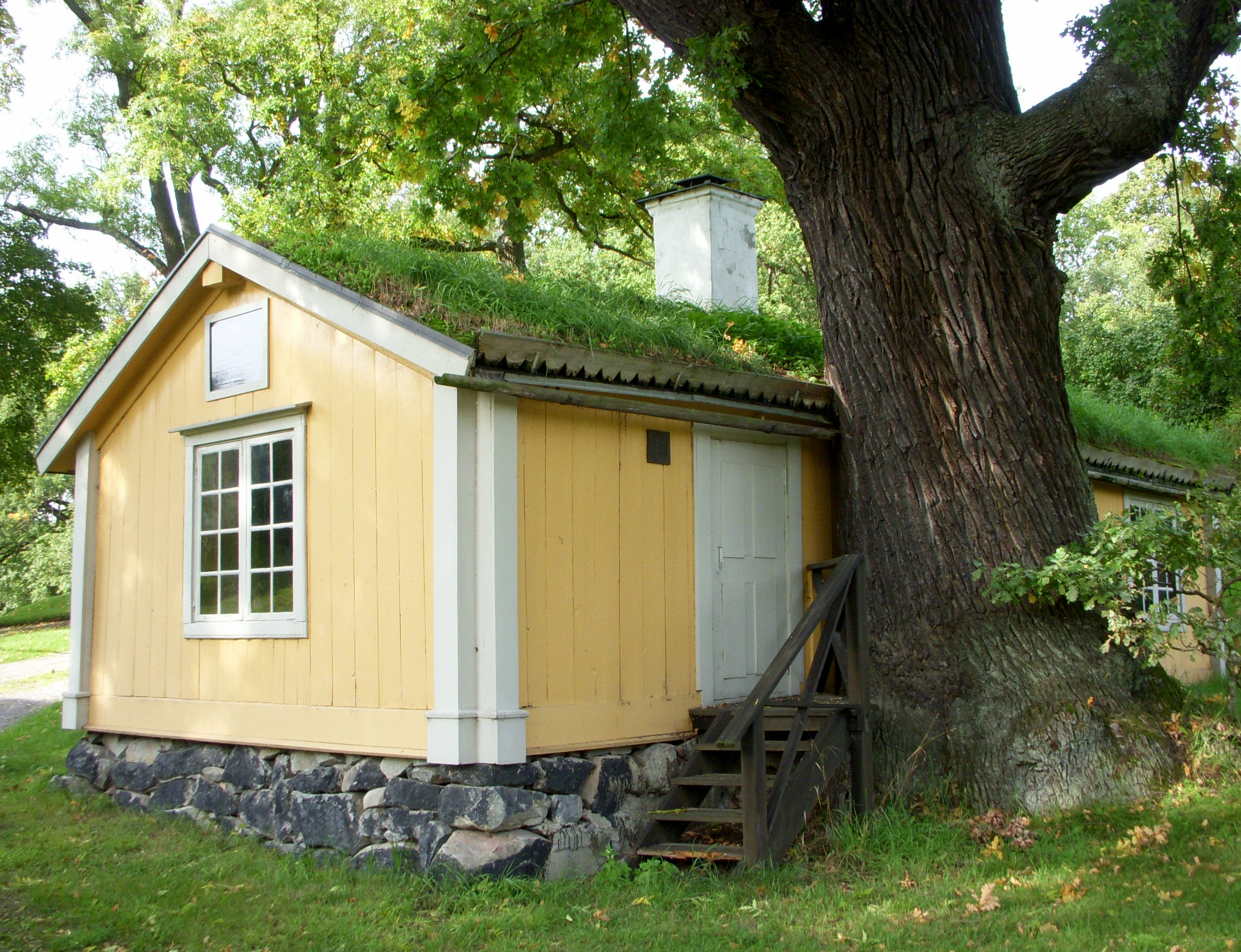
Fiskartorpseken
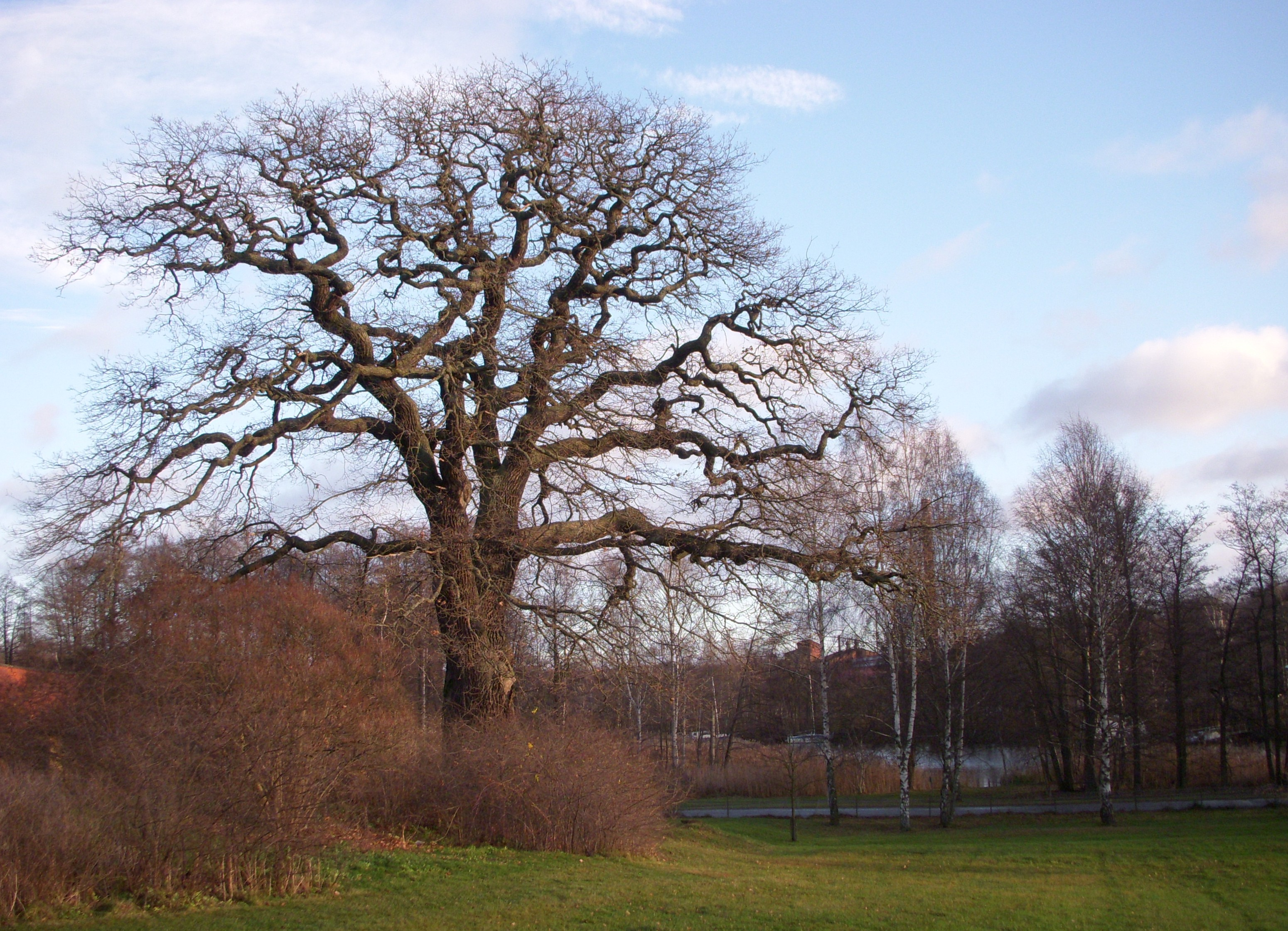
Lyells ek
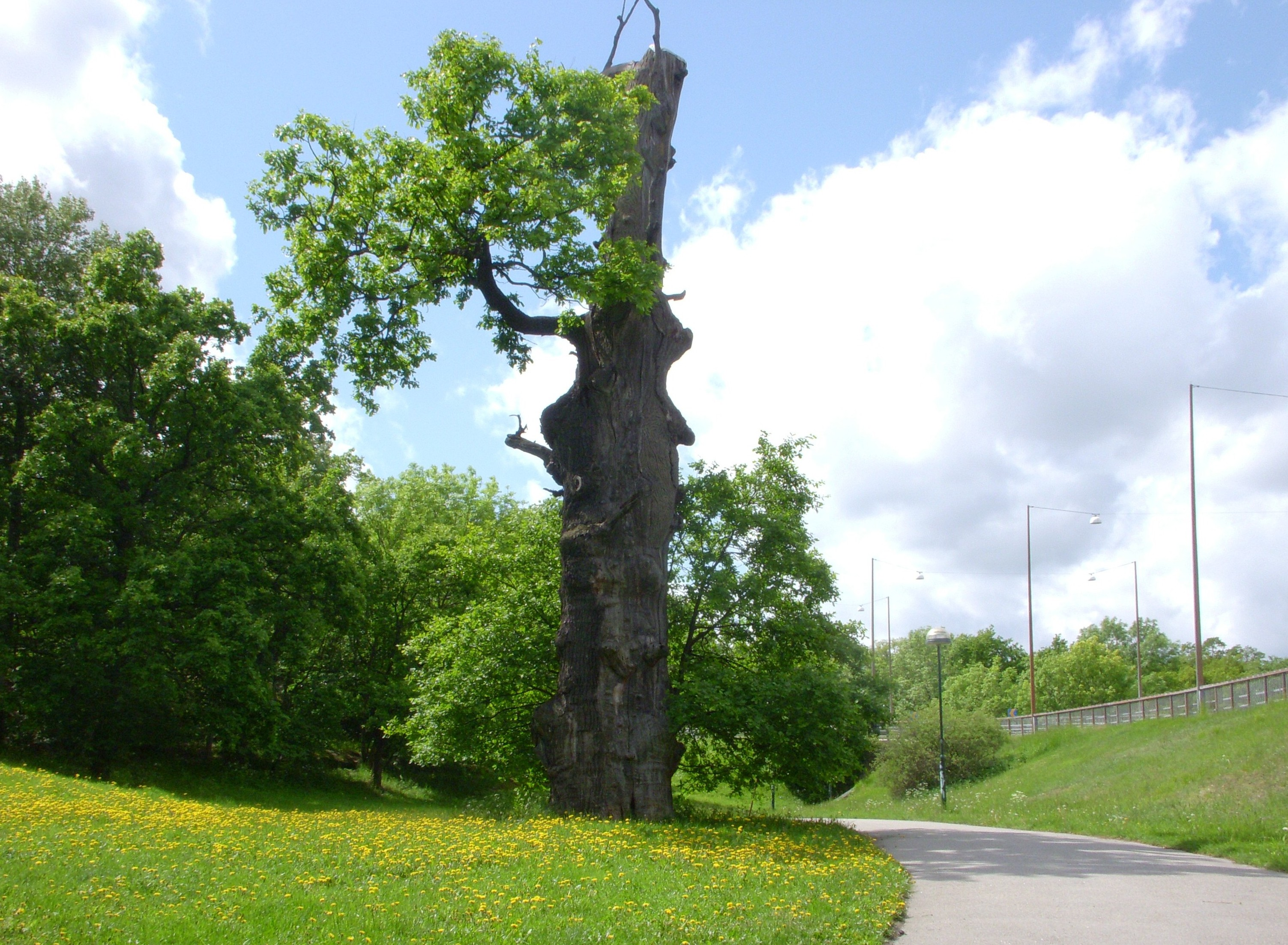
Birger jarls ek
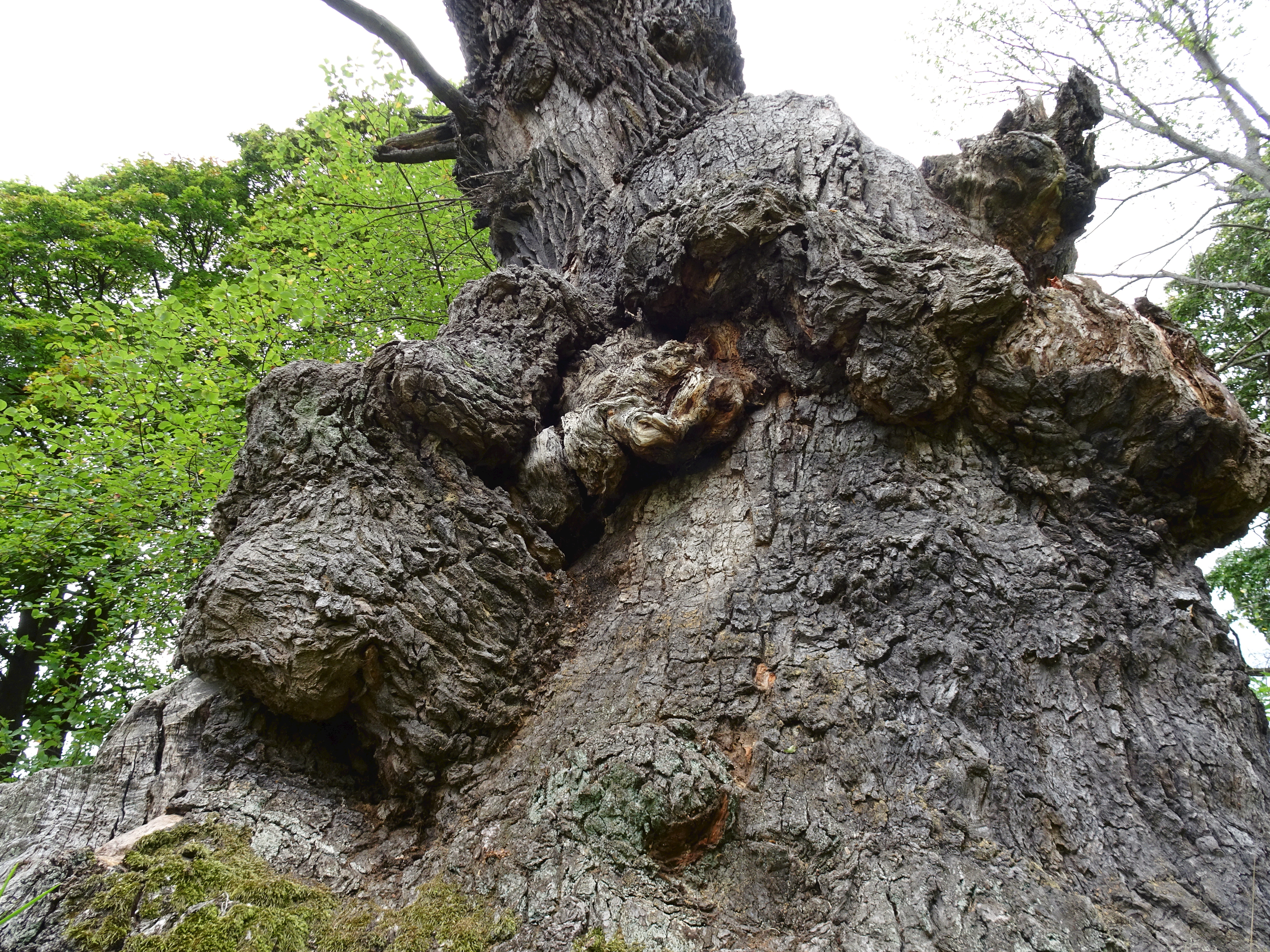
Karl XII:s ek, numera död ekruin

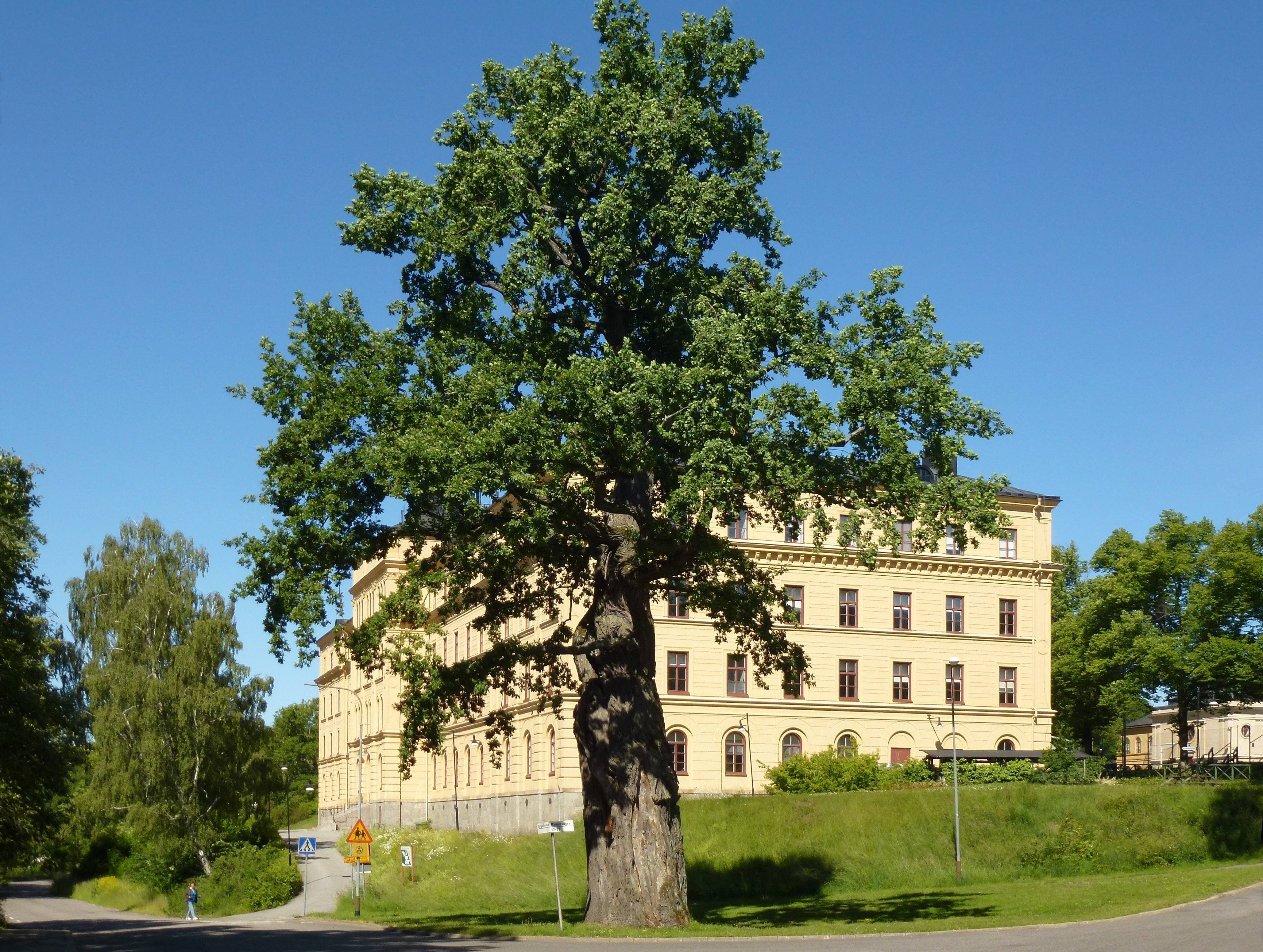
Kungseken, Djurgården
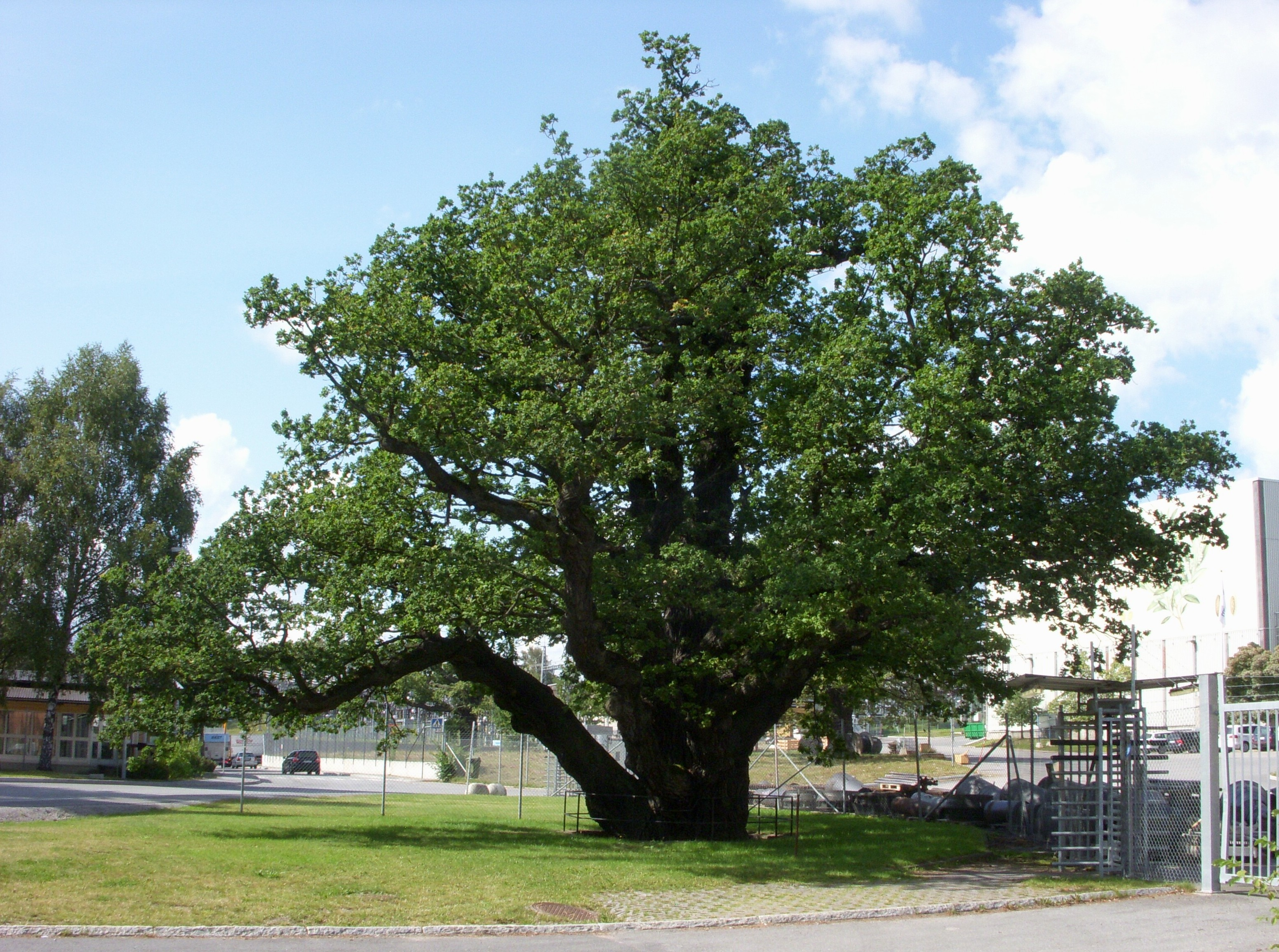
Kungseken, Hjorthagen
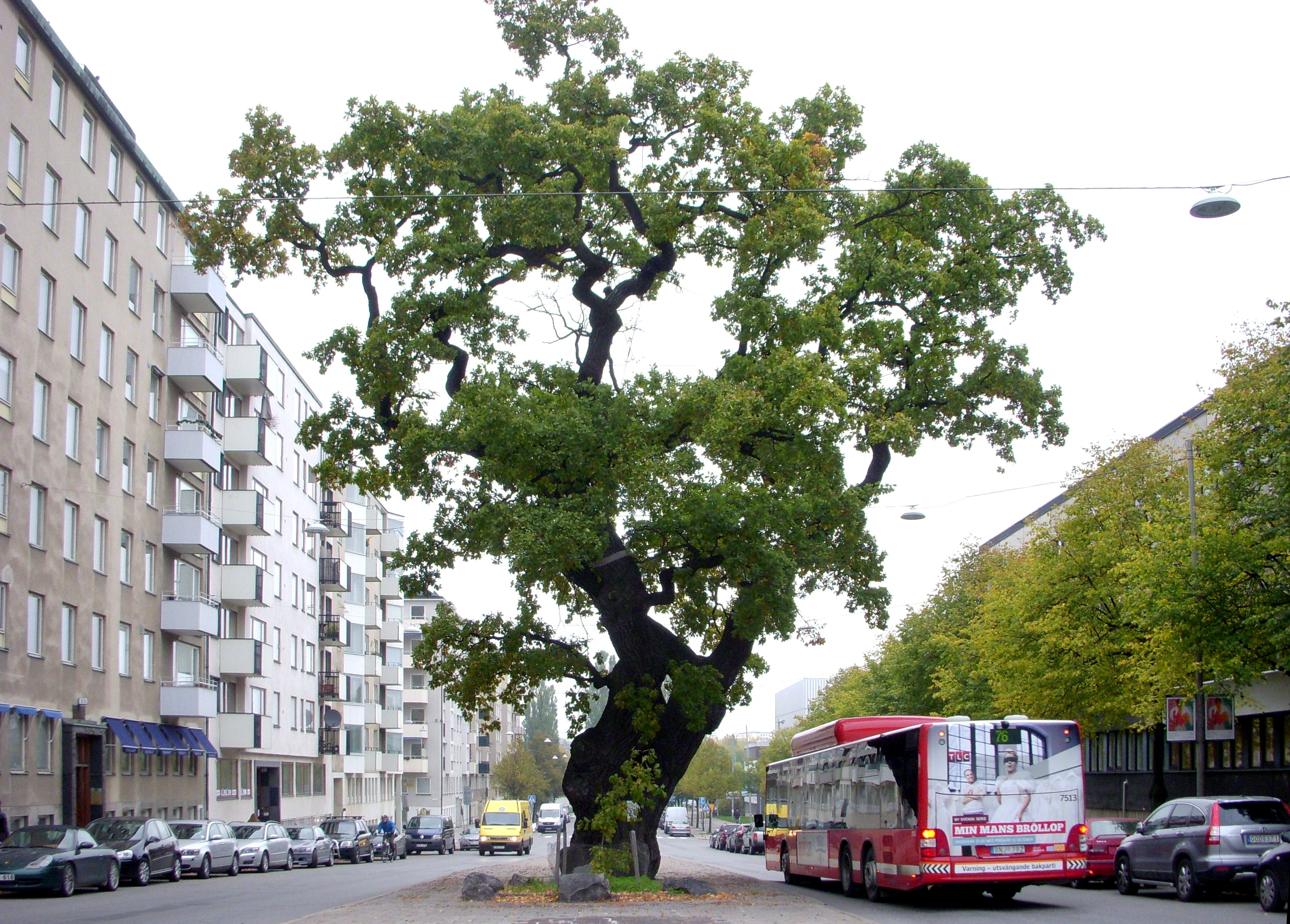
TV-eken, fälldes den 25 november 2011
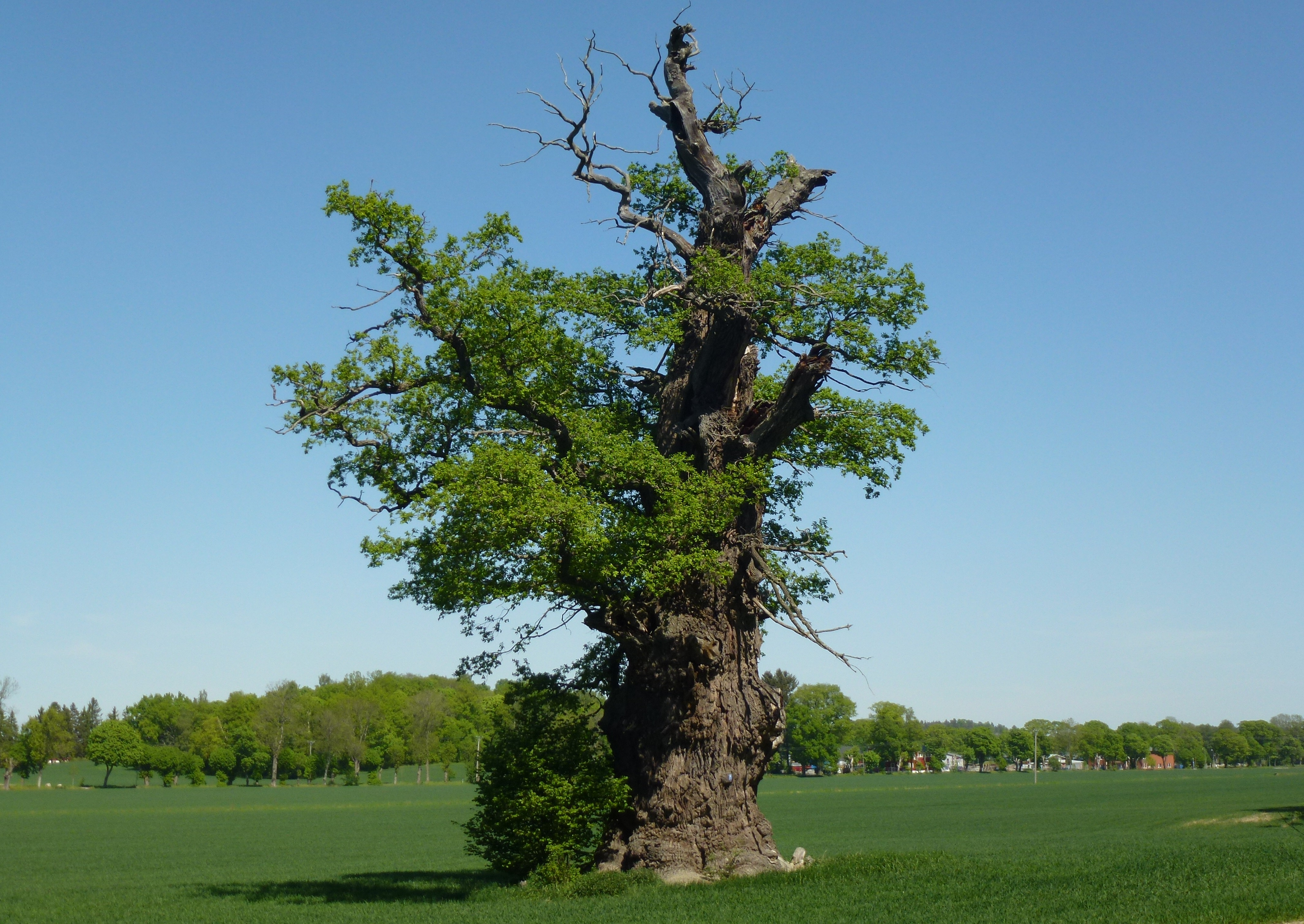
Ekebyhovseken, maj 2012
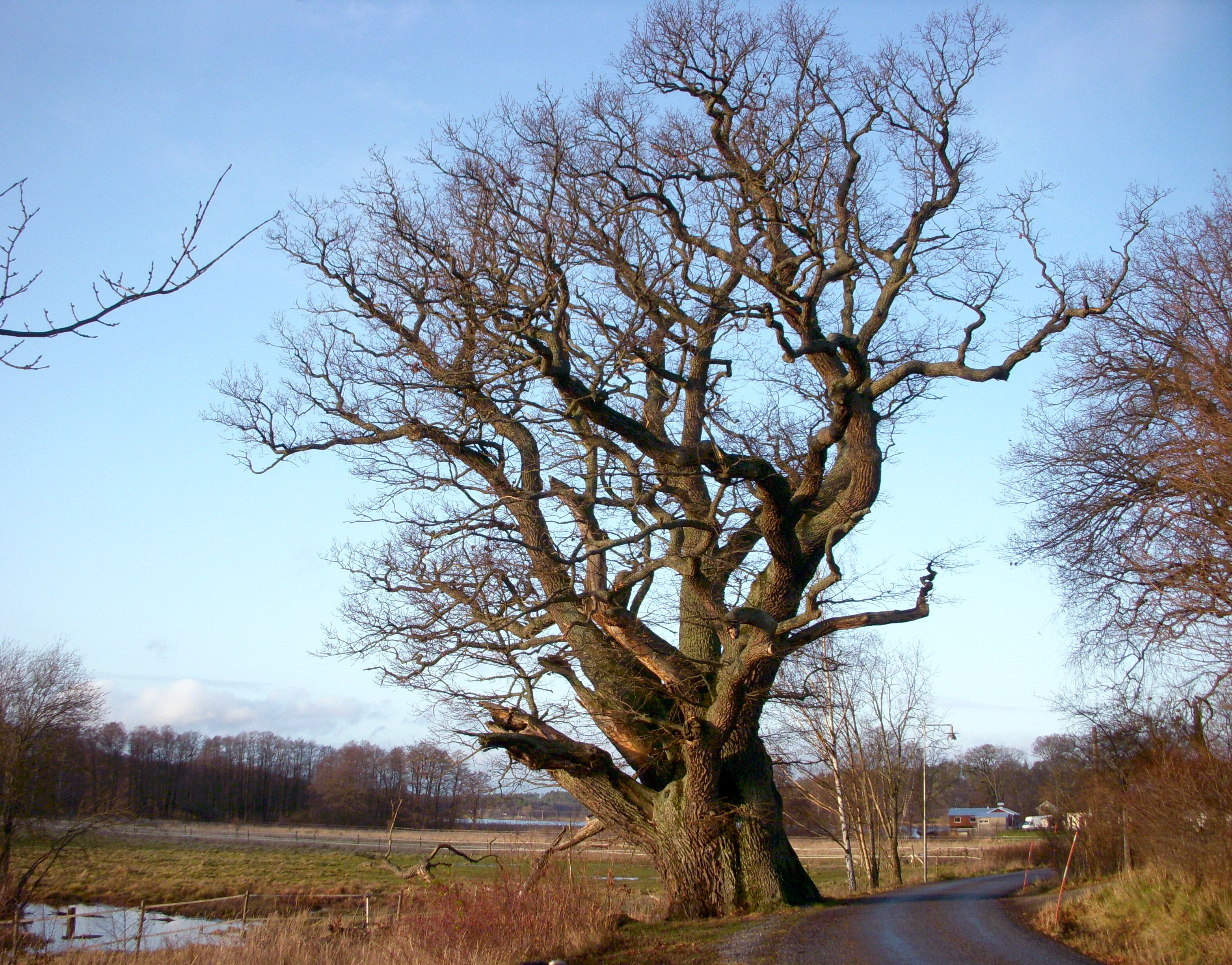
Gällstaöeken, december 2011a

## Andra kända lövträd

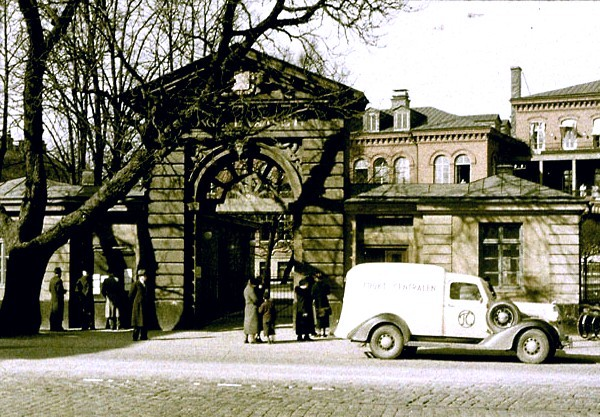
Retzius kastanj, färgfotografi taget av Gustaf W. Cronquist på 1930-talet.

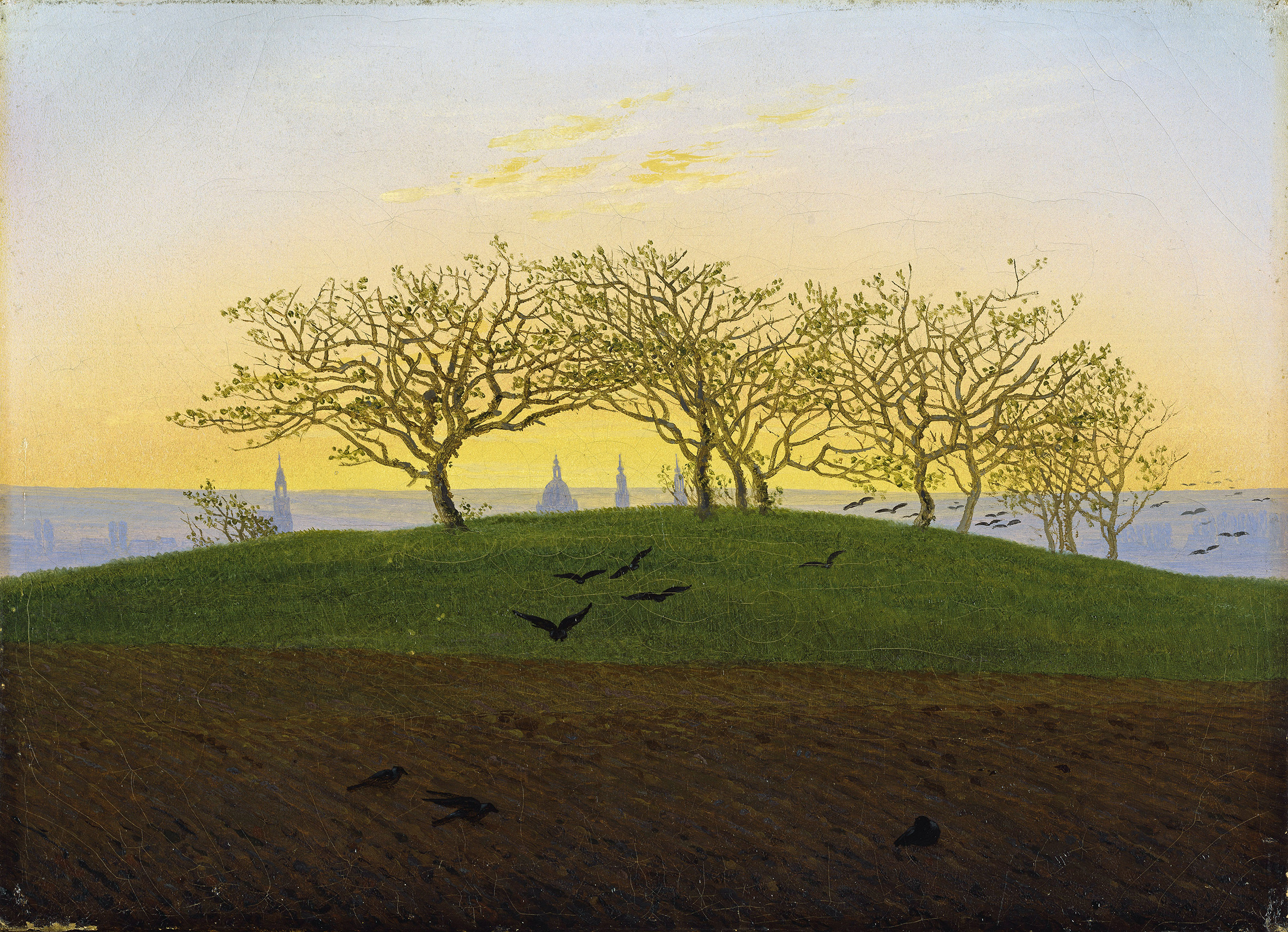
C.D. Friedrich, "Kulle och åker nära Dresden", från 1824 var troligen förebild för Almhöjden.

Ibland får träd namn trots att de inte har ett direkt samband med en historisk händelse. Till den kategorin hör Drottning Kristinas lövsal vid Stallmästaregården i Solna. Drottning Kristina brukade visserligen gärna uppehålla sig i trakten kring Brunnsviken, men den efter henne döpta lövsalen anlades först 100 år senare. Platsen kom till på 1730-talet på initiativ av Lucas Boogers (falkenerare vid Fredrik I:s hov) som lät ett litet åttkantigt lusthus från 1600-talet bli ditflyttat och såg till att fyra lindar planterades. Två av de ursprungligen fyra träden finns kvar än idag.
Att träd sågas ner av myndigheterna och därmed vållar protester från allmänheten är inget nytt. En tidig "räddning" från fällning är Retzius kastanj som växte utanför Serafimerlasarettets huvudentré mot Hantverkargatan på Kungsholmen. Denna stora hästkastanj skulle tas bort på 1830-talet i samband med en breddning av Hantverkargatan. Då ingrep läkaren och professorn Anders Retzius, vilket räddade kastanjen i sista stund. En oförsiktig beskärning 1984 tog dock död på trädet och en Ny Retzius kastanj planterades i dess ställe.
Stor uppmärksamhet, även internationellt, förorsakade de omfattande protesterna som räddade Kungsträdgårdens skogsalmar när dessa skulle fällas natten till den 12 maj 1971. Händelsen gick till historien som Almstriden och utvecklades till en principfråga om medborgarnas roll i den kommunala demokratin. I Tyskland kallades händelsen Ulmenkrieg. Almstriden har även kommit att betraktas som en vändpunkt i den vid tiden pågående Norrmalmsregleringen, vars fortsatta planerade byggnadsetapper fick avbrytas. Fortfarande 40 år efteråt engagerar händelsen och till 40-årsminnet samlades den 11 maj 2011 ett antal före detta almaktivister som höll tal och uppträdde. 
Almhöjden är den kullen på Skogskyrkogården som ligger väster om Hoppets kapell och Monumenthallen. Kullen inramas av 12 uppstammade paraplyalmar och gestaltades av Sigurd Lewerentz mellan 1922 och 1932. Hans landskapsarkitektur understryker terrängens mjuka, klassiska karaktär. Här finns klara likheter med målningen Kulle och åker nära Dresden av Caspar David Friedrich från omkring 1824, och att Caspar David Friedrichs landskapsmåleri har påverkat Asplund och Lewerentz är tämligen säkert. Almhöjden är liksom Skogskyrkogården som helhet ett Unesco-världsarv.
Bland kända Stockholmsträd finns till och med ett exempel på ett träd som fått ge trivialnamn åt en art av videväxterna, nämligen fontänpilen. Den har fått sitt namn efter Molins fontän i Kungsträdgården där några av dessa träd planterades 1873, samtidigt som fontänen invigdes. Ett tidigare namn för arten var kinesisk pil. Fontänpilar blev så småningom vanliga i svenska parker, exempelvis längs Norr Mälarstrand, där sex exemplar fick sågas ner i september 2011 efter att de hade förgiftats. Fontänpilar finns inte längre att tillgå varför Stockholms stad lät plantera sex nya, fullvuxna hängpilar som importerades från Tyskland. Enligt trafikborgarrådet Ulla Hamilton kostade vandaliseringen av fontänpilarna stockholmarna 900 000 kronor. Några av de ursprungliga fontänpilarna vid Molins fontän finns kvar än idag.
En av Stockholmstraktens och Sveriges äldsta levande parklindar är Kristinas lind i Svartsjö slottspark. Enligt en tradition planterade Gustav II Adolf linden upp och ned 1618 i sorg över att Ebba Brahe gift sig med Jakob De la Gardie. Enligt en annan tradition planterade Gustav II Adolf linden som ett vårdträd vid dottern Kristinas födelse den 8 december 1626. Den tredje var till minne av hans mor som avled 1625. Både dottern och modern hette Kristina.
Stockholms egendomligaste träd är den så kallade Valkasken på Långholmen. Trädet kallas så efter sina talrika ”valkar” och knotiga utväxter längs stammen. Anledningen till detta är okänd, men beror troligen på en genmutation. Det finns fler valkaskar i Stockholm, bland annat i Humlegården och i Ivar Los park på Södermalm. Den på Långholmen är dock den märkvärdigaste, och 1733 omnämns att den då fanns i Långholmsfängelsets trädgård. På 1740-talet blev den registrerad av Carl von Linné som en storväxt ask.

### Andra kända lövträd, nutida bilder

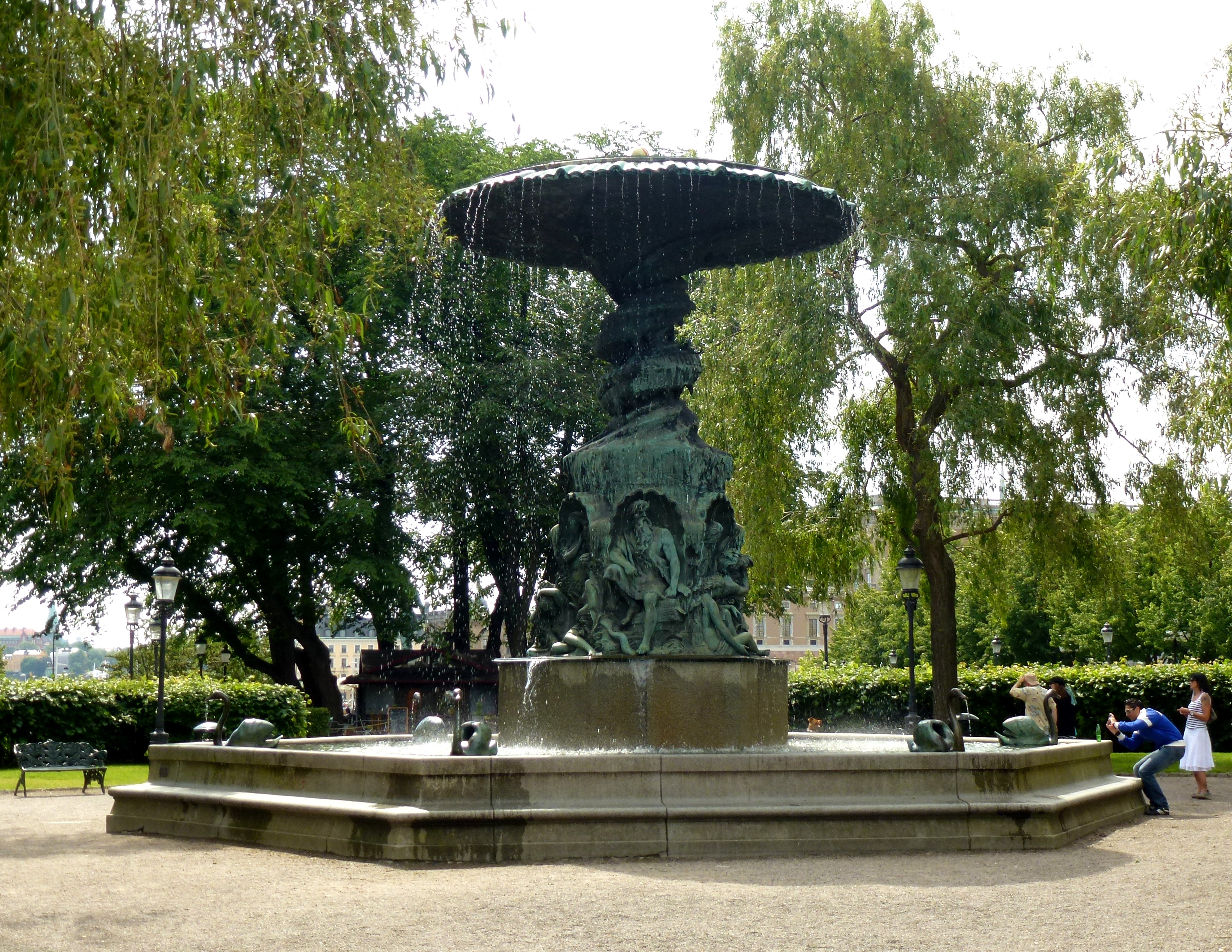
Molins fontän med de efter fontänen uppkallade fontänpilarna, 2012.
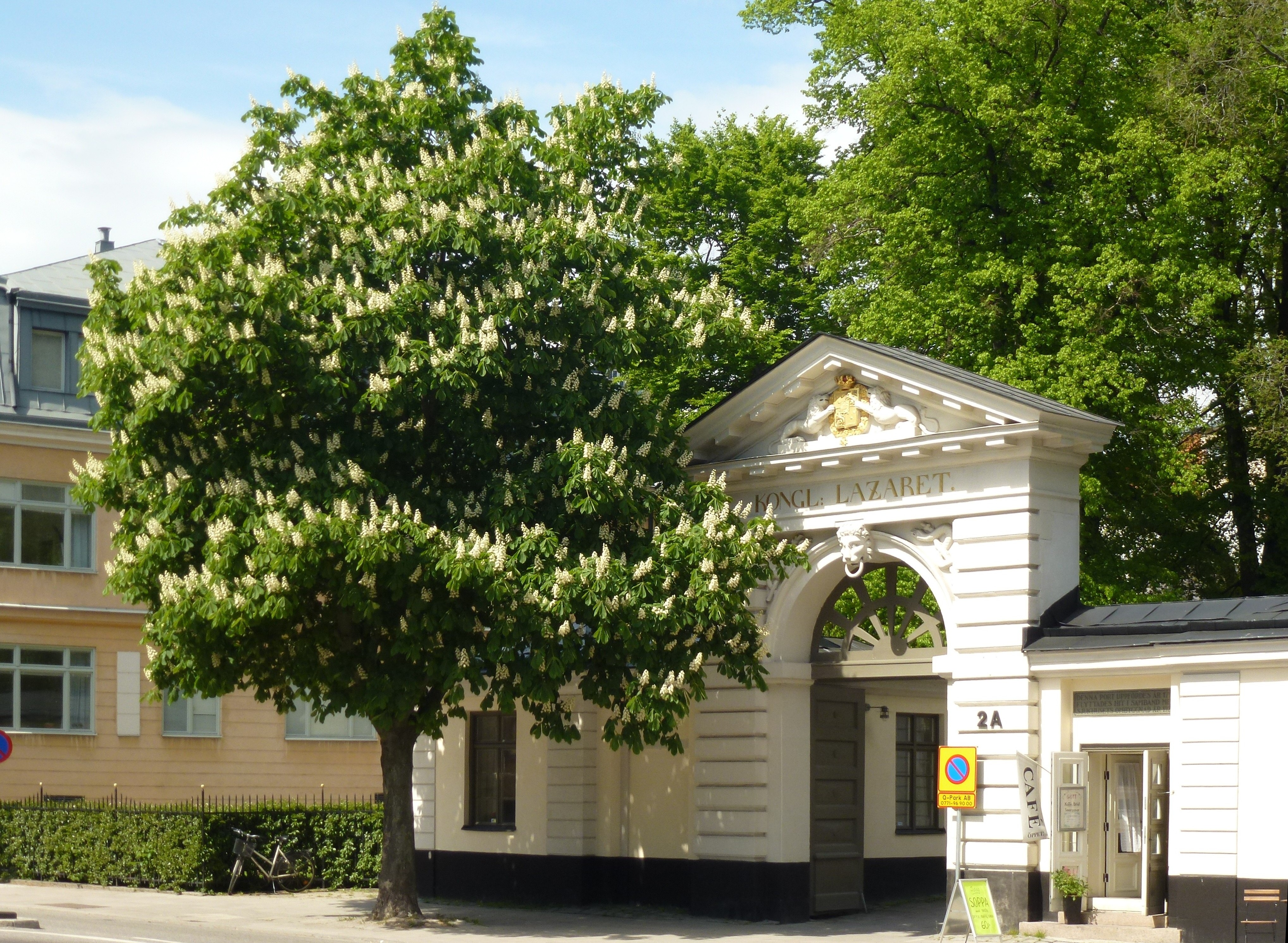
Nya Retzius kastanj utanför Serafimerlasarettets huvudentré, 2012.
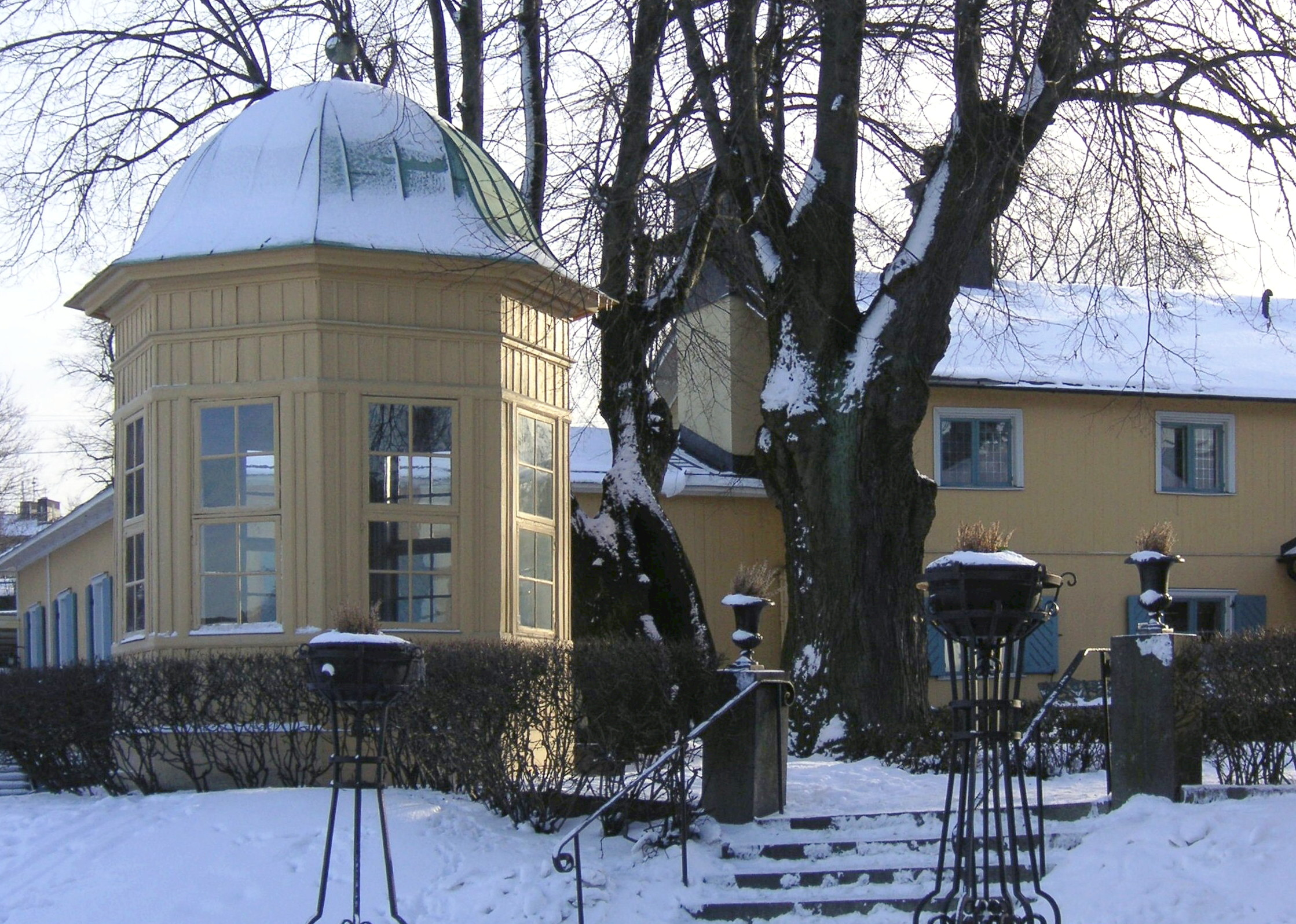
Drottning Kristinas lövsal vid Stallmästaregården, januari 2006.
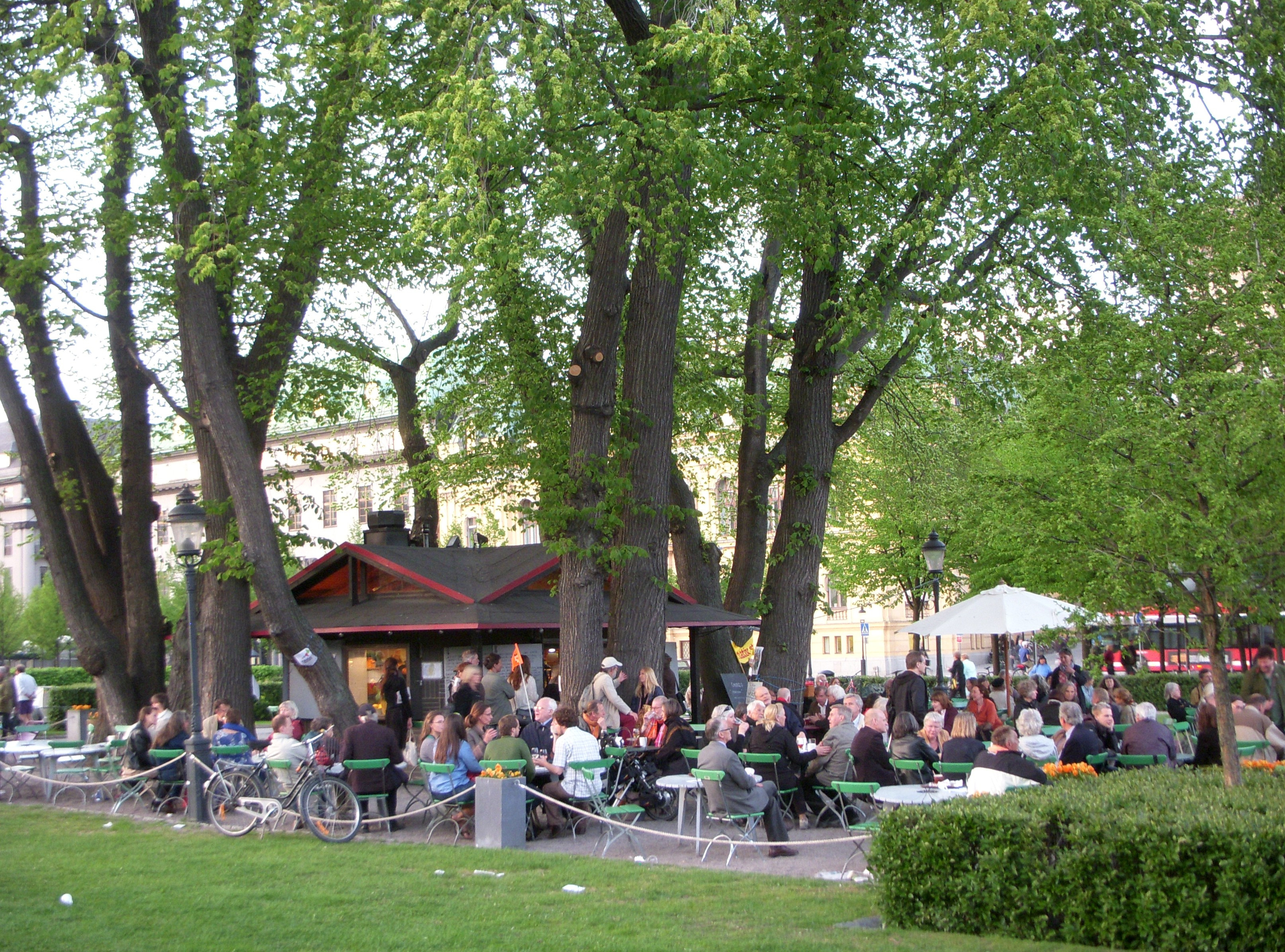
Kungsträdgårdens almar och Erik Glemmes tehus på 40-årsdagen för Almstriden, 11 maj 2011.
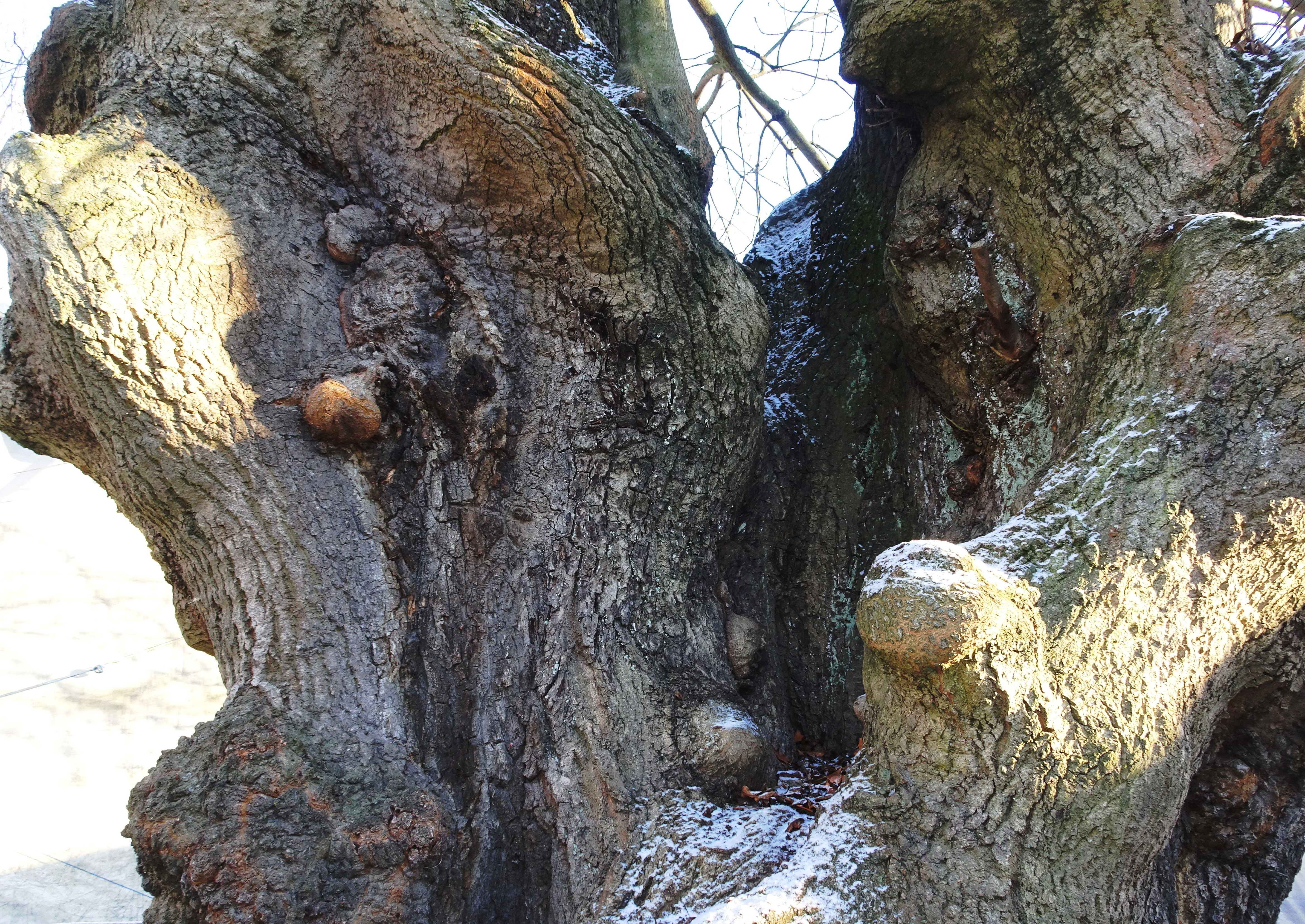
Valkasken på Långholmen, november 2018.

## Stockholmsträd i konsten och kulturen
Bellmanseken skall enligt sägnen ha inspirerat Carl Michael Bellman att skriva Fredmans epistel 25. Enligt riksbibliotekarien Johan Erik Rydqvist (i skriften Djurgården förr och nu) kom även Gustav III hit inkognito för att se på folklivet och enligt Rydqvist brukade Bellman sitta under eken och improvisera visor till mandolin. Enligt en tradition som återges i en artikel i Illustrerad Tidning från 1865 har Bellman skurit in sitt namn i ekens bark. Denna signatur avlägsnades av en autografjägare från England varpå eken började ruttna inifrån. Här firade Par Bricole också till en början Bellmansdagen årligen, den 26 juni. Bellman kallade själv sin epistel nr. 25 för "Min epistel!" och där det heter bland annat:
| ” | Blåsen nu alla, hör böljorna svalla, åskan går. Venus vill befalla, där Neptun rår. Simmen tritoner, och sjungen miljoner Fröjas lov; svaren postiljoner i Neptuns hov! Se Venus i sin prakt! Kring henne hålla vakt änglar, delfiner, sefirer och Pafos' hela makt; vattunymfer plaska kring i ring. | „ |

Konstnären och författaren Gunnar Brusewitz beskrev TV-eken i boken Stockholm - staden på landet (1969). I texten benämnde han den Radioeken och menade att eken fick även den "mest hårdhudade arkitekten att känna respektfull vördnad" och det "har gjort att det väldiga trädet nu håller ut sina knotiga grenar [...] trots att det inramas av blänkande husjättar av glas och betong". Det hela illustrerade han med en teckning som visar "ek nr. 51, Radioeken, innan man kapade ett par av de grova grenarna för trafikens skull". I samma bok ställde Brusewitz en profetisk fråga: "Men nu är väl tiden lyckligt överstånden då det bara är slumpen som räddar Stockholms gamla, dyrbara träd. Eller är den inte det?" Det var två år före Almstriden och 42 år före striden om TV-eken.
Om den stora eken vid Plommonbacken på Blockhusudden skrev poeten Anders Österling följande dikt:
| ” | Barvinterskogen under månens horn Är strödd med frostens kalla glitterkorn, Och full av trolldom, som en svart ruin, Den höga ekens skugga famnar min. Gravlukt stiger ur marken, Eklöven multnar i ring, Men den skrovliga barken Känns som ett levande ting. | „ |

Framtidsträdet är en ask som den ideella föreningen Globträdet planterade 1986 på Hötorget nedanför Stockholms Konserthus. Globträdet är en ideell, världsomspännande förening som bildades i Stockholm 1982. För Globträdet har just träd ett stort symbolvärde, de menar att "…trädet har i alla tider, i nästan alla kulturer, varit mötesplatsen där människor stannat upp, vilat ut, för att sedan vandra vidare…". Barn och ungdomar är Globträdets uppdragsgivare och detta har utvecklat olika projekt och program som Framtidsmöten, Framtidsskeppet, VM i samarbete och senast Barnens Mötesplats (Children’s Meeting Place). I samband med mötet för första VM i samarbete år 2006 invigdes en ek på innergården (Borgargården) i Stockholms stadshus. Eken är Borgargårdens enda träd.
Till träd inom kulturen hör även den nyplanterade lindallén i Drottningholms slottspark. Lindalléerna skapade ramen för barockträdgården på Drottningholm som anlades på 1600- och 1700-talen av Nicodemus Tessin d.ä. och Nicodemus Tessin d. y. Röta, svampangrepp och för hårda beskärningar hade lett till att träden behövde bytas ut, och vid slutet av 1990-talet påbörjade Statens fastighetsverk ett förnyelseprogram av lindarna i allén med kung Carl XVI Gustaf som beskyddare. Sedan dess har lindallén bytts ut med 100–200 nya träd i fem etapper, med cirka fyra års mellanrum. I maj 2011 planterade kungen, tillsammans med generaldirektören för Statens fastighetsverk, Thomas Norell, det första trädet i den femte och sista etappen av lindalléns förnyelse.

### Träd i kulturen, nutida bilder

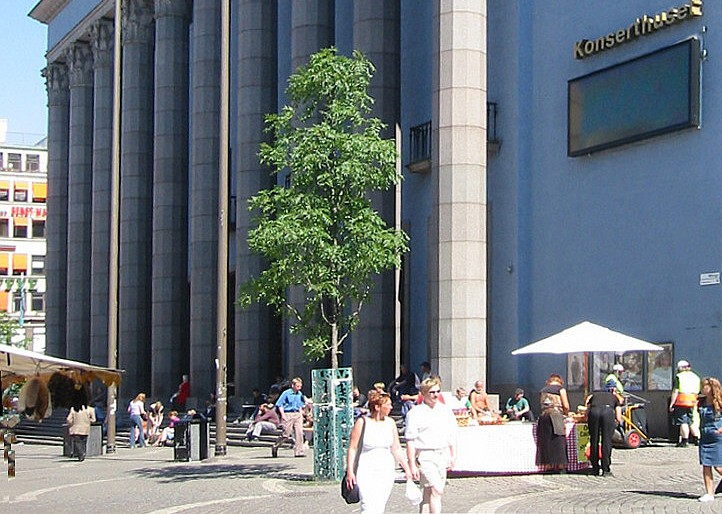
Framtidsträdet på Hötorget framför Konserthuset, 2002.
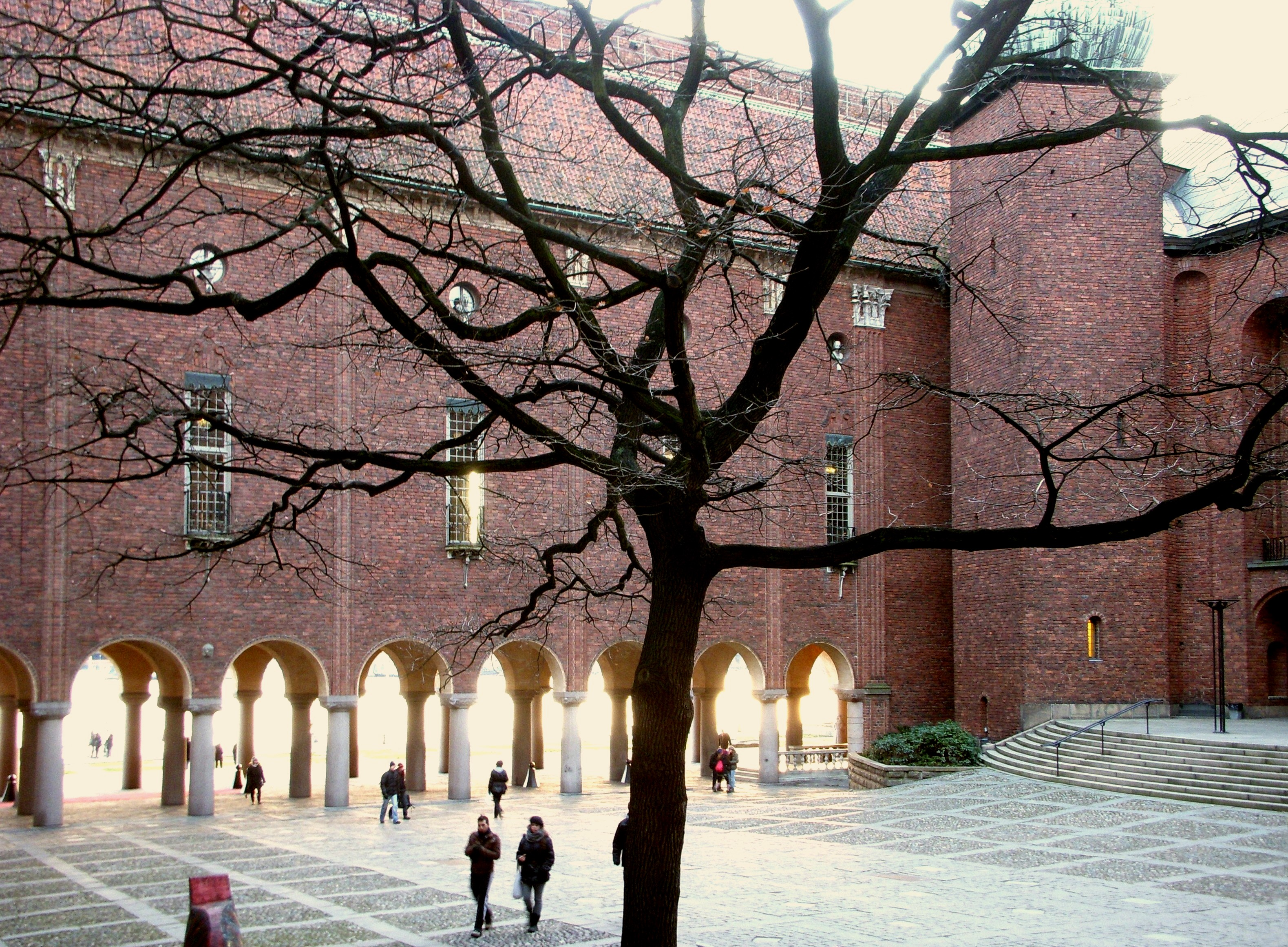
Eken på Stadshusets s.k. borgargård som överlämnades vid VM i samarbete år 2006.
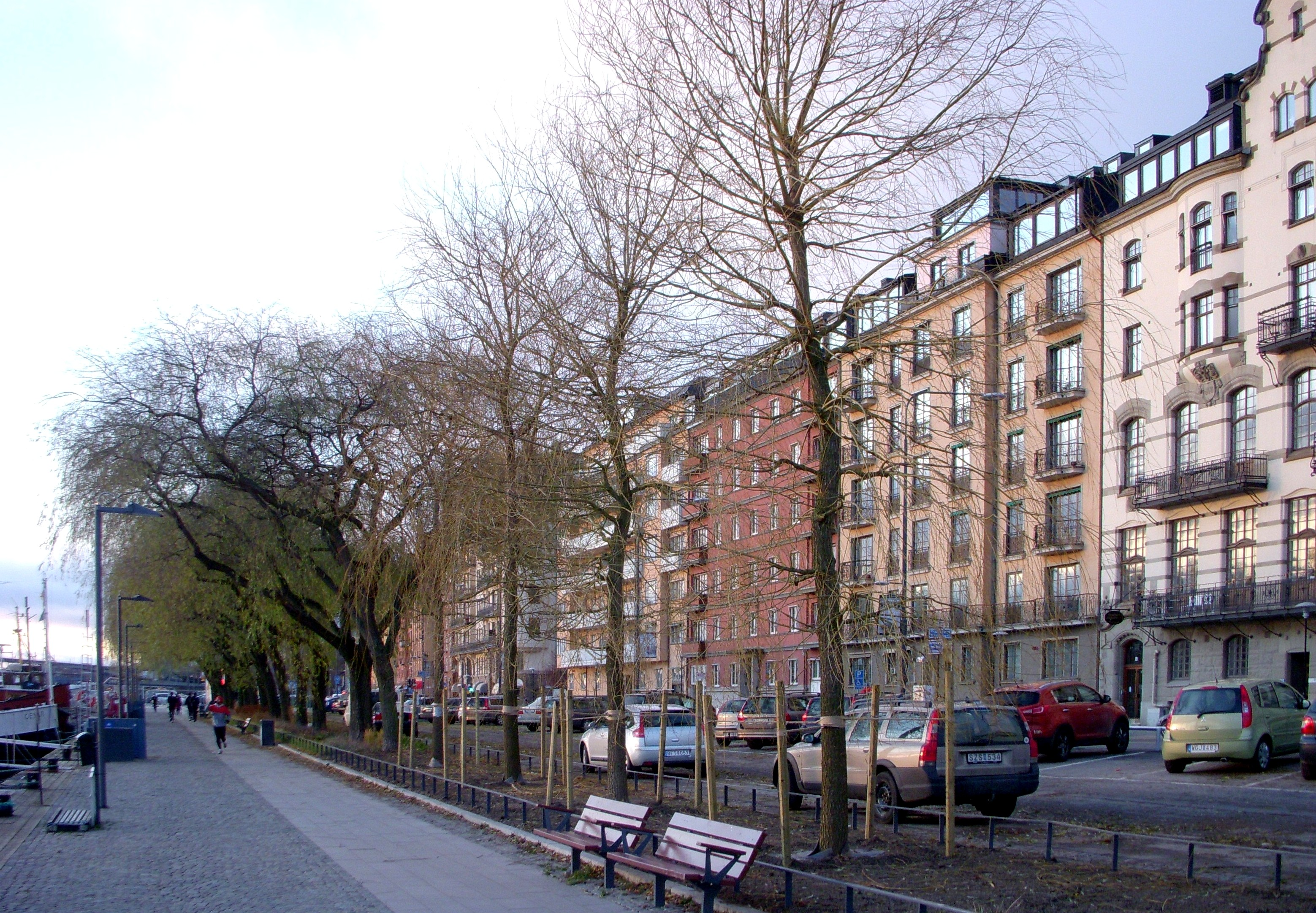
Norr Mälarstrands nyplanterade hängpilar. I bakgrunden syns de ursprungliga fontänpilarna, 2011.
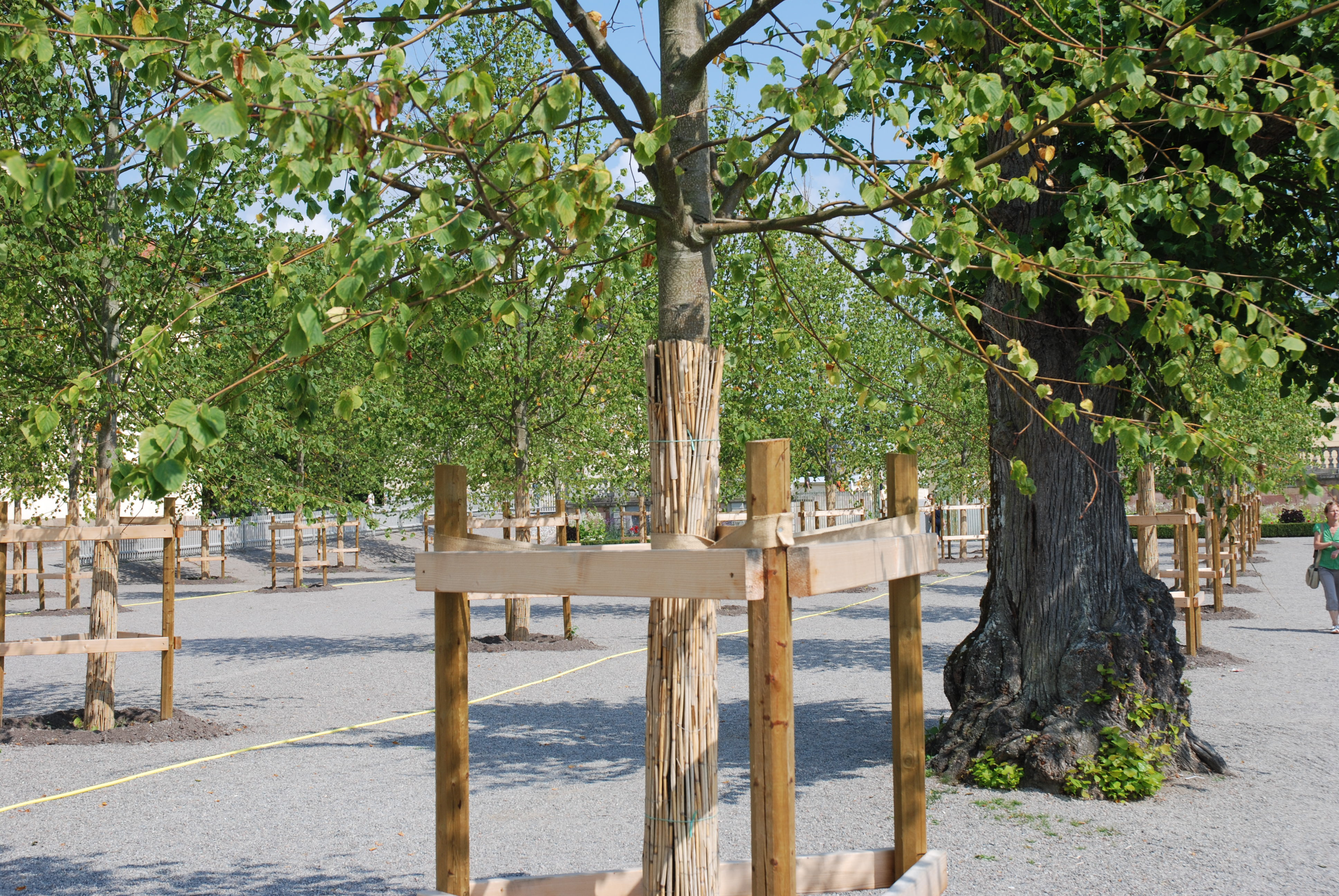
En ursprunglig lind bland nyplanterade i Drottningholms slottspark, 2011.
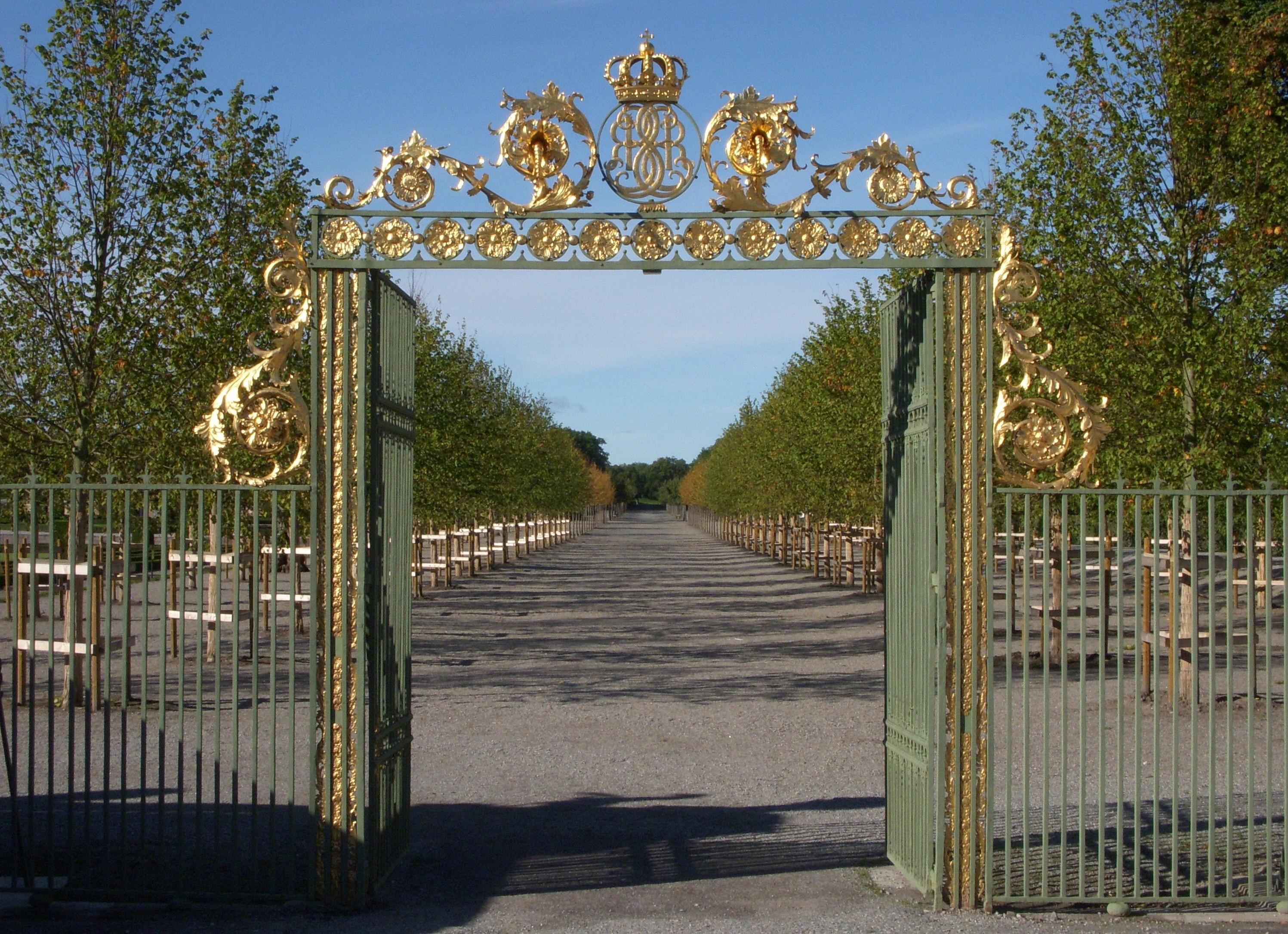
Drottningholms slotts nyplanterade lindallé när sista planteringsetappen var klar, 2011.